# Lista de asteroides (24001-25000)
Esta é uma lista parcial de asteroides, do asteroide número 24001 até o 25000, inclusive. Veja também o índice com todas as listas disponíveis.

| Objeto Próximos à Terra | Cinturão de asteroides (interno) | Cinturão de asteroides (externo) | Centauro       |
| Cruzador de Marte       | Cinturão de asteroides (meio)    | Troianos de Júpiter              | Transnetuniano |

Veja mais dados de cada asteroide na ligação externa para o Minor Planet Center na última coluna.
Índice: 24001... 24101... 24201... 24301... 24401... 24501... 24601... 24701... 24801... 24901... 

## 24001–24100
| Designação          | Designação | Descoberta  | Descoberta          | Descobridor(es)       | Categoria | Mais informações / Referência |
| Permanente          | Provisória | Data        | Local               | Descobridor(es)       | Categoria | Mais informações / Referência |
| ------------------- | ---------- | ----------- | ------------------- | --------------------- | --------- | ----------------------------- |
| 24001               | 1999 RK34  | 10 set 1999 | Višnjan Observatory | K. Korlević           | —         | MPC                           |
| 24002               | 1999 RR35  | 11 set 1999 | Višnjan Observatory | K. Korlević           | —         | MPC                           |
| 24003               | 1999 RG36  | 12 set 1999 | Višnjan Observatory | K. Korlević           | —         | MPC                           |
| 24004               | 1999 RQ57  | 7 set 1999  | Socorro             | LINEAR                | —         | MPC                           |
| 24005 Eddieozawa    | 1999 RB59  | 7 set 1999  | Socorro             | LINEAR                | —         | MPC                           |
| 24006               | 1999 RQ86  | 7 set 1999  | Socorro             | LINEAR                | —         | MPC                           |
| 24007               | 1999 RE91  | 7 set 1999  | Socorro             | LINEAR                | —         | MPC                           |
| 24008               | 1999 RF94  | 7 set 1999  | Socorro             | LINEAR                | —         | MPC                           |
| 24009               | 1999 RX98  | 7 set 1999  | Socorro             | LINEAR                | —         | MPC                           |
| 24010 Stovall       | 1999 RR104 | 8 set 1999  | Socorro             | LINEAR                | —         | MPC                           |
| 24011               | 1999 RR109 | 8 set 1999  | Socorro             | LINEAR                | —         | MPC                           |
| 24012               | 1999 RO111 | 9 set 1999  | Socorro             | LINEAR                | —         | MPC                           |
| 24013               | 1999 RR113 | 9 set 1999  | Socorro             | LINEAR                | —         | MPC                           |
| 24014               | 1999 RB118 | 9 set 1999  | Socorro             | LINEAR                | —         | MPC                           |
| 24015 Pascalepinner | 1999 RK123 | 9 set 1999  | Socorro             | LINEAR                | —         | MPC                           |
| 24016               | 1999 RK126 | 9 set 1999  | Socorro             | LINEAR                | —         | MPC                           |
| 24017               | 1999 RN126 | 9 set 1999  | Socorro             | LINEAR                | —         | MPC                           |
| 24018               | 1999 RU134 | 9 set 1999  | Socorro             | LINEAR                | —         | MPC                           |
| 24019 Jeremygasper  | 1999 RX137 | 9 set 1999  | Socorro             | LINEAR                | —         | MPC                           |
| 24020               | 1999 RV142 | 9 set 1999  | Socorro             | LINEAR                | —         | MPC                           |
| 24021 Yocum         | 1999 RT143 | 9 set 1999  | Socorro             | LINEAR                | —         | MPC                           |
| 24022               | 1999 RA144 | 9 set 1999  | Socorro             | LINEAR                | —         | MPC                           |
| 24023               | 1999 RX147 | 9 set 1999  | Socorro             | LINEAR                | —         | MPC                           |
| 24024 Lynnejohnson  | 1999 RY159 | 9 set 1999  | Socorro             | LINEAR                | —         | MPC                           |
| 24025 Kimwallin     | 1999 RV164 | 9 set 1999  | Socorro             | LINEAR                | —         | MPC                           |
| 24026 Pusateri      | 1999 RN175 | 9 set 1999  | Socorro             | LINEAR                | —         | MPC                           |
| 24027 Downs         | 1999 RP176 | 9 set 1999  | Socorro             | LINEAR                | —         | MPC                           |
| 24028 Veronicaduys  | 1999 RP182 | 9 set 1999  | Socorro             | LINEAR                | —         | MPC                           |
| 24029               | 1999 RT198 | 10 set 1999 | Socorro             | LINEAR                | —         | MPC                           |
| 24030               | 1999 RT206 | 8 set 1999  | Socorro             | LINEAR                | —         | MPC                           |
| 24031               | 1999 RV207 | 8 set 1999  | Socorro             | LINEAR                | —         | MPC                           |
| 24032 Aimeemcarthy  | 1999 RO212 | 8 set 1999  | Socorro             | LINEAR                | —         | MPC                           |
| 24033               | 1999 RY238 | 8 set 1999  | Catalina            | CSS                   | —         | MPC                           |
| 24034               | 1999 SF2   | 22 set 1999 | Višnjan Observatory | K. Korlević           | —         | MPC                           |
| 24035               | 1999 SJ2   | 22 set 1999 | Višnjan Observatory | K. Korlević           | —         | MPC                           |
| 24036               | 1999 SP4   | 29 set 1999 | Višnjan Observatory | K. Korlević           | —         | MPC                           |
| 24037               | 1999 SB7   | 29 set 1999 | Socorro             | LINEAR                | —         | MPC                           |
| 24038               | 1999 SL8   | 29 set 1999 | Socorro             | LINEAR                | —         | MPC                           |
| 24039               | 1999 SS8   | 29 set 1999 | Socorro             | LINEAR                | —         | MPC                           |
| 24040               | 1999 ST8   | 29 set 1999 | Socorro             | LINEAR                | —         | MPC                           |
| 24041               | 1999 SO10  | 30 set 1999 | Socorro             | LINEAR                | —         | MPC                           |
| 24042               | 1999 SY11  | 30 set 1999 | Catalina            | CSS                   | Juno      | MPC                           |
| 24043               | 1999 SD13  | 30 set 1999 | Socorro             | LINEAR                | —         | MPC                           |
| 24044 Caballo       | 1999 SL17  | 30 set 1999 | Socorro             | LINEAR                | —         | MPC                           |
| 24045 Unruh         | 1999 ST18  | 30 set 1999 | Socorro             | LINEAR                | —         | MPC                           |
| 24046 Malovany      | 1999 TX3   | 2 out 1999  | Ondřejov            | L. Kotková            | —         | MPC                           |
| 24047               | 1999 TD6   | 6 out 1999  | Stroncone           | Santa Lucia Obs.      | —         | MPC                           |
| 24048 Pedroduque    | 1999 TL11  | 10 out 1999 | Ametlla de Mar      | J. Nomen              | —         | MPC                           |
| 24049               | 1999 TZ18  | 15 out 1999 | Višnjan Observatory | K. Korlević           | —         | MPC                           |
| 24050               | 1999 TZ25  | 3 out 1999  | Socorro             | LINEAR                | —         | MPC                           |
| 24051 Hadinger      | 1999 TW28  | 4 out 1999  | Socorro             | LINEAR                | —         | MPC                           |
| 24052 Nguyen        | 1999 TC33  | 4 out 1999  | Socorro             | LINEAR                | —         | MPC                           |
| 24053 Shinichiro    | 1999 TS36  | 12 out 1999 | Anderson Mesa       | LONEOS                | —         | MPC                           |
| 24054               | 1999 TZ37  | 1 out 1999  | Catalina            | CSS                   | —         | MPC                           |
| 24055               | 1999 TX71  | 9 out 1999  | Kitt Peak           | Spacewatch            | —         | MPC                           |
| 24056               | 1999 TT73  | 10 out 1999 | Kitt Peak           | Spacewatch            | —         | MPC                           |
| 24057               | 1999 TG76  | 10 out 1999 | Kitt Peak           | Spacewatch            | —         | MPC                           |
| 24058               | 1999 TR89  | 2 out 1999  | Socorro             | LINEAR                | —         | MPC                           |
| 24059 Halverson     | 1999 TE94  | 2 out 1999  | Socorro             | LINEAR                | —         | MPC                           |
| 24060 Schimenti     | 1999 TQ100 | 2 out 1999  | Socorro             | LINEAR                | —         | MPC                           |
| 24061               | 1999 TS100 | 2 out 1999  | Socorro             | LINEAR                | —         | MPC                           |
| 24062 Hardister     | 1999 TF112 | 4 out 1999  | Socorro             | LINEAR                | —         | MPC                           |
| 24063 Nanwoodward   | 1999 TV116 | 4 out 1999  | Socorro             | LINEAR                | —         | MPC                           |
| 24064               | 1999 TK119 | 4 out 1999  | Socorro             | LINEAR                | —         | MPC                           |
| 24065 Barbfriedman  | 1999 TW120 | 4 out 1999  | Socorro             | LINEAR                | —         | MPC                           |
| 24066 Eriksorensen  | 1999 TE123 | 4 out 1999  | Socorro             | LINEAR                | —         | MPC                           |
| 24067               | 1999 TW152 | 7 out 1999  | Socorro             | LINEAR                | —         | MPC                           |
| 24068 Simonsen      | 1999 TR156 | 8 out 1999  | Socorro             | LINEAR                | —         | MPC                           |
| 24069 Barbarapener  | 1999 TY172 | 10 out 1999 | Socorro             | LINEAR                | —         | MPC                           |
| 24070 Toniwest      | 1999 TH173 | 10 out 1999 | Socorro             | LINEAR                | —         | MPC                           |
| 24071               | 1999 TS174 | 10 out 1999 | Socorro             | LINEAR                | —         | MPC                           |
| 24072               | 1999 TL192 | 12 out 1999 | Socorro             | LINEAR                | —         | MPC                           |
| 24073               | 1999 TB198 | 12 out 1999 | Socorro             | LINEAR                | —         | MPC                           |
| 24074 Thomasjohnson | 1999 TE198 | 12 out 1999 | Socorro             | LINEAR                | —         | MPC                           |
| 24075               | 1999 TY209 | 14 out 1999 | Socorro             | LINEAR                | —         | MPC                           |
| 24076               | 1999 TL223 | 2 out 1999  | Socorro             | LINEAR                | —         | MPC                           |
| 24077               | 1999 TD233 | 3 out 1999  | Socorro             | LINEAR                | Juno      | MPC                           |
| 24078               | 1999 TJ240 | 4 out 1999  | Catalina            | CSS                   | —         | MPC                           |
| 24079               | 1999 TH246 | 8 out 1999  | Catalina            | CSS                   | —         | MPC                           |
| 24080               | 1999 TU247 | 8 out 1999  | Catalina            | CSS                   | —         | MPC                           |
| 24081               | 1999 TY247 | 8 out 1999  | Catalina            | CSS                   | —         | MPC                           |
| 24082               | 1999 TD248 | 8 out 1999  | Catalina            | CSS                   | —         | MPC                           |
| 24083               | 1999 TM283 | 9 out 1999  | Socorro             | LINEAR                | —         | MPC                           |
| 24084 Teresaswiger  | 1999 TG289 | 10 out 1999 | Socorro             | LINEAR                | —         | MPC                           |
| 24085               | 1999 TM291 | 10 out 1999 | Socorro             | LINEAR                | —         | MPC                           |
| 24086               | 1999 UT    | 16 out 1999 | Višnjan Observatory | K. Korlević           | Maria     | MPC                           |
| 24087 Ciambetti     | 1999 UT3   | 27 out 1999 | Dossobuono          | Madonna di Dossobuono | —         | MPC                           |
| 24088               | 1999 UQ5   | 29 out 1999 | Catalina            | CSS                   | —         | MPC                           |
| 24089               | 1999 UW7   | 29 out 1999 | Catalina            | CSS                   | —         | MPC                           |
| 24090               | 1999 UY8   | 29 out 1999 | Catalina            | CSS                   | —         | MPC                           |
| 24091               | 1999 UC9   | 29 out 1999 | Catalina            | CSS                   | —         | MPC                           |
| 24092               | 1999 UU13  | 29 out 1999 | Catalina            | CSS                   | —         | MPC                           |
| 24093 Tomoyamaguchi | 1999 UM38  | 29 out 1999 | Anderson Mesa       | LONEOS                | —         | MPC                           |
| 24094               | 1999 UN60  | 31 out 1999 | Socorro             | LINEAR                | —         | MPC                           |
| 24095               | 1999 VN    | 2 nov 1999  | Zeno                | T. Stafford           | —         | MPC                           |
| 24096               | 1999 VQ2   | 5 nov 1999  | High Point          | D. K. Chesney         | —         | MPC                           |
| 24097               | 1999 VB6   | 5 nov 1999  | Oizumi              | T. Kobayashi          | Mitidika  | MPC                           |
| 24098               | 1999 VC7   | 7 nov 1999  | Višnjan Observatory | K. Korlević           | —         | MPC                           |
| 24099               | 1999 VF8   | 8 nov 1999  | Višnjan Observatory | K. Korlević           | —         | MPC                           |
| 24100               | 1999 VH8   | 8 nov 1999  | Višnjan Observatory | K. Korlević           | Brangane  | MPC                           |

## 24101–24200
| Designação            | Designação | Descoberta  | Descoberta              | Descobridor(es)        | Categoria | Mais informações / Referência |
| Permanente            | Provisória | Data        | Local                   | Descobridor(es)        | Categoria | Mais informações / Referência |
| --------------------- | ---------- | ----------- | ----------------------- | ---------------------- | --------- | ----------------------------- |
| 24101 Cassini         | 1999 VA9   | 9 nov 1999  | Fountain Hills          | C. W. Juels            | —         | MPC                           |
| 24102 Jacquescassini  | 1999 VD9   | 9 nov 1999  | Fountain Hills          | C. W. Juels            | Phocaea   | MPC                           |
| 24103 Dethury         | 1999 VS9   | 9 nov 1999  | Fountain Hills          | C. W. Juels            | —         | MPC                           |
| 24104 Vinissac        | 1999 VZ9   | 9 nov 1999  | Fountain Hills          | C. W. Juels            | —         | MPC                           |
| 24105 Broughton       | 1999 VE10  | 9 nov 1999  | Fountain Hills          | C. W. Juels            | —         | MPC                           |
| 24106                 | 1999 VA12  | 10 nov 1999 | Fountain Hills          | C. W. Juels            | —         | MPC                           |
| 24107                 | 1999 VS19  | 12 nov 1999 | Zeno                    | T. Stafford            | —         | MPC                           |
| 24108                 | 1999 VL20  | 11 nov 1999 | Fountain Hills          | C. W. Juels            | —         | MPC                           |
| 24109                 | 1999 VO20  | 11 nov 1999 | Fountain Hills          | C. W. Juels            | —         | MPC                           |
| 24110                 | 1999 VP20  | 11 nov 1999 | Fountain Hills          | C. W. Juels            | —         | MPC                           |
| 24111                 | 1999 VY22  | 13 nov 1999 | High Point              | D. K. Chesney          | —         | MPC                           |
| 24112                 | 1999 VO23  | 14 nov 1999 | Fountain Hills          | C. W. Juels            | —         | MPC                           |
| 24113                 | 1999 VQ23  | 14 nov 1999 | Fountain Hills          | C. W. Juels            | —         | MPC                           |
| 24114                 | 1999 VV23  | 14 nov 1999 | Fountain Hills          | C. W. Juels            | —         | MPC                           |
| 24115                 | 1999 VH24  | 15 nov 1999 | Fountain Hills          | C. W. Juels            | —         | MPC                           |
| 24116                 | 1999 VK24  | 15 nov 1999 | Fountain Hills          | C. W. Juels            | —         | MPC                           |
| 24117                 | 1999 VQ26  | 3 nov 1999  | Socorro                 | LINEAR                 | Mitidika  | MPC                           |
| 24118 Babazadeh       | 1999 VX28  | 3 nov 1999  | Socorro                 | LINEAR                 | —         | MPC                           |
| 24119 Katherinrose    | 1999 VB32  | 3 nov 1999  | Socorro                 | LINEAR                 | —         | MPC                           |
| 24120 Jeremyblum      | 1999 VR33  | 3 nov 1999  | Socorro                 | LINEAR                 | —         | MPC                           |
| 24121 Achandran       | 1999 VV33  | 3 nov 1999  | Socorro                 | LINEAR                 | —         | MPC                           |
| 24122                 | 1999 VW34  | 3 nov 1999  | Socorro                 | LINEAR                 | —         | MPC                           |
| 24123 Timothychang    | 1999 VU35  | 3 nov 1999  | Socorro                 | LINEAR                 | —         | MPC                           |
| 24124 Dozier          | 1999 VH36  | 3 nov 1999  | Socorro                 | LINEAR                 | —         | MPC                           |
| 24125 Sapphozoe       | 1999 VS36  | 3 nov 1999  | Socorro                 | LINEAR                 | —         | MPC                           |
| 24126 Gudjonson       | 1999 VC49  | 3 nov 1999  | Socorro                 | LINEAR                 | —         | MPC                           |
| 24127                 | 1999 VZ52  | 3 nov 1999  | Socorro                 | LINEAR                 | —         | MPC                           |
| 24128 Hipsman         | 1999 VU53  | 4 nov 1999  | Socorro                 | LINEAR                 | —         | MPC                           |
| 24129 Oliviahu        | 1999 VJ62  | 4 nov 1999  | Socorro                 | LINEAR                 | —         | MPC                           |
| 24130 Alexhuang       | 1999 VW63  | 4 nov 1999  | Socorro                 | LINEAR                 | —         | MPC                           |
| 24131 Jonathuggins    | 1999 VG65  | 4 nov 1999  | Socorro                 | LINEAR                 | —         | MPC                           |
| 24132                 | 1999 VS67  | 4 nov 1999  | Socorro                 | LINEAR                 | —         | MPC                           |
| 24133 Chunkaikao      | 1999 VW67  | 4 nov 1999  | Socorro                 | LINEAR                 | —         | MPC                           |
| 24134 Cliffordkim     | 1999 VD70  | 4 nov 1999  | Socorro                 | LINEAR                 | —         | MPC                           |
| 24135 Lisann          | 1999 VA71  | 4 nov 1999  | Socorro                 | LINEAR                 | —         | MPC                           |
| 24136                 | 1999 VL72  | 14 nov 1999 | Xinglong                | SCAP                   | —         | MPC                           |
| 24137                 | 1999 VP72  | 9 nov 1999  | Stroncone               | A. Vagnozzi            | —         | MPC                           |
| 24138 Benjaminlu      | 1999 VB81  | 4 nov 1999  | Socorro                 | LINEAR                 | —         | MPC                           |
| 24139 Brianmcarthy    | 1999 VE89  | 4 nov 1999  | Socorro                 | LINEAR                 | —         | MPC                           |
| 24140 Evanmirts       | 1999 VQ89  | 5 nov 1999  | Socorro                 | LINEAR                 | —         | MPC                           |
| 24141                 | 1999 VN113 | 4 nov 1999  | Catalina                | CSS                    | —         | MPC                           |
| 24142                 | 1999 VP114 | 9 nov 1999  | Catalina                | CSS                    | —         | MPC                           |
| 24143                 | 1999 VY124 | 10 nov 1999 | Socorro                 | LINEAR                 | —         | MPC                           |
| 24144 Philipmocz      | 1999 VU137 | 12 nov 1999 | Socorro                 | LINEAR                 | —         | MPC                           |
| 24145                 | 1999 VD154 | 13 nov 1999 | Catalina                | CSS                    | —         | MPC                           |
| 24146 Benjamueller    | 1999 VY158 | 14 nov 1999 | Socorro                 | LINEAR                 | —         | MPC                           |
| 24147 Stefanmuller    | 1999 VH162 | 14 nov 1999 | Socorro                 | LINEAR                 | —         | MPC                           |
| 24148 Mychajliw       | 1999 VM169 | 14 nov 1999 | Socorro                 | LINEAR                 | —         | MPC                           |
| 24149 Raghavan        | 1999 VL173 | 15 nov 1999 | Socorro                 | LINEAR                 | —         | MPC                           |
| 24150                 | 1999 VN174 | 13 nov 1999 | Catalina                | CSS                    | —         | MPC                           |
| 24151                 | 1999 VR184 | 15 nov 1999 | Socorro                 | LINEAR                 | —         | MPC                           |
| 24152 Ramasesh        | 1999 VR185 | 15 nov 1999 | Socorro                 | LINEAR                 | —         | MPC                           |
| 24153 Davidalex       | 1999 VE188 | 15 nov 1999 | Socorro                 | LINEAR                 | —         | MPC                           |
| 24154 Ayonsen         | 1999 VP188 | 15 nov 1999 | Socorro                 | LINEAR                 | —         | MPC                           |
| 24155 Serganov        | 1999 VX188 | 15 nov 1999 | Socorro                 | LINEAR                 | —         | MPC                           |
| 24156 Hamsasridhar    | 1999 VZ188 | 15 nov 1999 | Socorro                 | LINEAR                 | —         | MPC                           |
| 24157 Toshiyanagisawa | 1999 VN192 | 1 nov 1999  | Anderson Mesa           | LONEOS                 | —         | MPC                           |
| 24158 Kokubo          | 1999 VV192 | 1 nov 1999  | Anderson Mesa           | LONEOS                 | —         | MPC                           |
| 24159 Shigetakahashi  | 1999 VY192 | 1 nov 1999  | Anderson Mesa           | LONEOS                 | Eos       | MPC                           |
| 24160                 | 1999 VS207 | 9 nov 1999  | Stroncone               | Santa Lucia Obs.       | —         | MPC                           |
| 24161                 | 1999 VU219 | 5 nov 1999  | Socorro                 | LINEAR                 | —         | MPC                           |
| 24162 Askaci          | 1999 WD    | 17 nov 1999 | Olathe                  | L. Robinson            | Themis    | MPC                           |
| 24163                 | 1999 WT1   | 25 nov 1999 | Višnjan Observatory     | K. Korlević            | —         | MPC                           |
| 24164                 | 1999 WM3   | 28 nov 1999 | Oizumi                  | T. Kobayashi           | —         | MPC                           |
| 24165                 | 1999 WQ3   | 28 nov 1999 | Oizumi                  | T. Kobayashi           | —         | MPC                           |
| 24166                 | 1999 WW3   | 28 nov 1999 | Oizumi                  | T. Kobayashi           | —         | MPC                           |
| 24167                 | 1999 WC4   | 28 nov 1999 | Oizumi                  | T. Kobayashi           | —         | MPC                           |
| 24168 Hexlein         | 1999 WH9   | 29 nov 1999 | Starkenburg Observatory | Starkenburg Obs.       | —         | MPC                           |
| 24169                 | 1999 WQ11  | 29 nov 1999 | Oohira                  | T. Urata               | —         | MPC                           |
| 24170                 | 1999 WB13  | 29 nov 1999 | Bédoin                  | P. Antonini            | —         | MPC                           |
| 24171                 | 1999 XE1   | 2 dez 1999  | Oizumi                  | T. Kobayashi           | —         | MPC                           |
| 24172                 | 1999 XG1   | 2 dez 1999  | Oizumi                  | T. Kobayashi           | —         | MPC                           |
| 24173 SLAS            | 1999 XS1   | 3 dez 1999  | Oaxaca                  | J. M. Roe              | —         | MPC                           |
| 24174                 | 1999 XZ4   | 4 dez 1999  | Catalina                | CSS                    | —         | MPC                           |
| 24175                 | 1999 XD5   | 4 dez 1999  | Catalina                | CSS                    | —         | MPC                           |
| 24176                 | 1999 XP6   | 4 dez 1999  | Catalina                | CSS                    | —         | MPC                           |
| 24177                 | 1999 XJ7   | 4 dez 1999  | Fountain Hills          | C. W. Juels            | —         | MPC                           |
| 24178                 | 1999 XL7   | 4 dez 1999  | Fountain Hills          | C. W. Juels            | —         | MPC                           |
| 24179                 | 1999 XS7   | 4 dez 1999  | Fountain Hills          | C. W. Juels            | —         | MPC                           |
| 24180                 | 1999 XH8   | 3 dez 1999  | Oizumi                  | T. Kobayashi           | —         | MPC                           |
| 24181                 | 1999 XN8   | 2 dez 1999  | Kvistaberg              | UDAS                   | —         | MPC                           |
| 24182                 | 1999 XP11  | 5 dez 1999  | Catalina                | CSS                    | —         | MPC                           |
| 24183                 | 1999 XV11  | 6 dez 1999  | Catalina                | CSS                    | —         | MPC                           |
| 24184                 | 1999 XS13  | 5 dez 1999  | Socorro                 | LINEAR                 | —         | MPC                           |
| 24185                 | 1999 XM14  | 3 dez 1999  | Nachi-Katsuura          | Y. Shimizu, T. Urata   | —         | MPC                           |
| 24186 Shivanisud      | 1999 XL18  | 3 dez 1999  | Socorro                 | LINEAR                 | —         | MPC                           |
| 24187                 | 1999 XO18  | 3 dez 1999  | Socorro                 | LINEAR                 | —         | MPC                           |
| 24188 Matthewage      | 1999 XS24  | 6 dez 1999  | Socorro                 | LINEAR                 | —         | MPC                           |
| 24189 Lewasserman     | 1999 XR25  | 6 dez 1999  | Socorro                 | LINEAR                 | —         | MPC                           |
| 24190 Xiaoyunyin      | 1999 XT28  | 6 dez 1999  | Socorro                 | LINEAR                 | —         | MPC                           |
| 24191 Qiaochuyuan     | 1999 XK30  | 6 dez 1999  | Socorro                 | LINEAR                 | —         | MPC                           |
| 24192                 | 1999 XM30  | 6 dez 1999  | Socorro                 | LINEAR                 | —         | MPC                           |
| 24193                 | 1999 XF32  | 6 dez 1999  | Socorro                 | LINEAR                 | —         | MPC                           |
| 24194 Paľuš           | 1999 XU35  | 8 dez 1999  | Modra                   | A. Galád, D. Kalmančok | Ursula    | MPC                           |
| 24195                 | 1999 XD36  | 6 dez 1999  | Gekko                   | T. Kagawa              | Phocaea   | MPC                           |
| 24196                 | 1999 XG37  | 7 dez 1999  | Fountain Hills          | C. W. Juels            | —         | MPC                           |
| 24197                 | 1999 XP37  | 7 dez 1999  | Črni Vrh                | Črni Vrh               | —         | MPC                           |
| 24198 Xiaomengzeng    | 1999 XB39  | 6 dez 1999  | Socorro                 | LINEAR                 | —         | MPC                           |
| 24199 Tsarevsky       | 1999 XD39  | 6 dez 1999  | Socorro                 | LINEAR                 | Ursula    | MPC                           |
| 24200 Peterbrooks     | 1999 XB40  | 6 dez 1999  | Socorro                 | LINEAR                 | —         | MPC                           |

## 24201–24300
| Designação           | Designação | Descoberta  | Descoberta          | Descobridor(es) | Categoria | Mais informações / Referência |
| Permanente           | Provisória | Data        | Local               | Descobridor(es) | Categoria | Mais informações / Referência |
| -------------------- | ---------- | ----------- | ------------------- | --------------- | --------- | ----------------------------- |
| 24201 Davidkeith     | 1999 XL40  | 7 dez 1999  | Socorro             | LINEAR          | —         | MPC                           |
| 24202                | 1999 XR42  | 7 dez 1999  | Socorro             | LINEAR          | —         | MPC                           |
| 24203                | 1999 XA46  | 7 dez 1999  | Socorro             | LINEAR          | —         | MPC                           |
| 24204 Trinkle        | 1999 XZ46  | 7 dez 1999  | Socorro             | LINEAR          | —         | MPC                           |
| 24205                | 1999 XC48  | 7 dez 1999  | Socorro             | LINEAR          | —         | MPC                           |
| 24206 Mariealoia     | 1999 XH48  | 7 dez 1999  | Socorro             | LINEAR          | —         | MPC                           |
| 24207                | 1999 XJ49  | 7 dez 1999  | Socorro             | LINEAR          | —         | MPC                           |
| 24208 Stelguerrero   | 1999 XC51  | 7 dez 1999  | Socorro             | LINEAR          | —         | MPC                           |
| 24209                | 1999 XM51  | 7 dez 1999  | Socorro             | LINEAR          | —         | MPC                           |
| 24210 Handsberry     | 1999 XM52  | 7 dez 1999  | Socorro             | LINEAR          | —         | MPC                           |
| 24211 Barbarawood    | 1999 XD53  | 7 dez 1999  | Socorro             | LINEAR          | —         | MPC                           |
| 24212                | 1999 XW59  | 7 dez 1999  | Socorro             | LINEAR          | Vesta     | MPC                           |
| 24213                | 1999 XA61  | 7 dez 1999  | Socorro             | LINEAR          | —         | MPC                           |
| 24214 Jonchristo     | 1999 XC67  | 7 dez 1999  | Socorro             | LINEAR          | —         | MPC                           |
| 24215 Jongastel      | 1999 XN68  | 7 dez 1999  | Socorro             | LINEAR          | —         | MPC                           |
| 24216                | 1999 XR68  | 7 dez 1999  | Socorro             | LINEAR          | —         | MPC                           |
| 24217 Paulroeder     | 1999 XO70  | 7 dez 1999  | Socorro             | LINEAR          | —         | MPC                           |
| 24218 Linfrederick   | 1999 XV70  | 7 dez 1999  | Socorro             | LINEAR          | —         | MPC                           |
| 24219 Chrisodom      | 1999 XW71  | 7 dez 1999  | Socorro             | LINEAR          | —         | MPC                           |
| 24220                | 1999 XJ72  | 7 dez 1999  | Socorro             | LINEAR          | Mitidika  | MPC                           |
| 24221                | 1999 XT73  | 7 dez 1999  | Socorro             | LINEAR          | —         | MPC                           |
| 24222                | 1999 XW74  | 7 dez 1999  | Socorro             | LINEAR          | —         | MPC                           |
| 24223                | 1999 XR76  | 7 dez 1999  | Socorro             | LINEAR          | —         | MPC                           |
| 24224 Matthewdavis   | 1999 XU76  | 7 dez 1999  | Socorro             | LINEAR          | Brangane  | MPC                           |
| 24225                | 1999 XV80  | 7 dez 1999  | Socorro             | LINEAR          | Vesta     | MPC                           |
| 24226 Sekhsaria      | 1999 XM81  | 7 dez 1999  | Socorro             | LINEAR          | —         | MPC                           |
| 24227                | 1999 XU86  | 7 dez 1999  | Socorro             | LINEAR          | —         | MPC                           |
| 24228                | 1999 XC87  | 7 dez 1999  | Socorro             | LINEAR          | —         | MPC                           |
| 24229                | 1999 XC90  | 7 dez 1999  | Socorro             | LINEAR          | —         | MPC                           |
| 24230                | 1999 XE90  | 7 dez 1999  | Socorro             | LINEAR          | —         | MPC                           |
| 24231                | 1999 XN91  | 7 dez 1999  | Socorro             | LINEAR          | —         | MPC                           |
| 24232 Lanthrum       | 1999 XA92  | 7 dez 1999  | Socorro             | LINEAR          | —         | MPC                           |
| 24233                | 1999 XD94  | 7 dez 1999  | Socorro             | LINEAR          | Vesta     | MPC                           |
| 24234                | 1999 XA95  | 8 dez 1999  | Socorro             | LINEAR          | —         | MPC                           |
| 24235                | 1999 XK95  | 7 dez 1999  | Oizumi              | T. Kobayashi    | —         | MPC                           |
| 24236 Danielberger   | 1999 XS96  | 7 dez 1999  | Socorro             | LINEAR          | —         | MPC                           |
| 24237                | 1999 XL97  | 7 dez 1999  | Socorro             | LINEAR          | —         | MPC                           |
| 24238 Adkerson       | 1999 XQ97  | 7 dez 1999  | Socorro             | LINEAR          | —         | MPC                           |
| 24239 Paulinehiga    | 1999 XX97  | 7 dez 1999  | Socorro             | LINEAR          | —         | MPC                           |
| 24240 Tinagal        | 1999 XV99  | 7 dez 1999  | Socorro             | LINEAR          | —         | MPC                           |
| 24241                | 1999 XK100 | 7 dez 1999  | Socorro             | LINEAR          | —         | MPC                           |
| 24242                | 1999 XY100 | 7 dez 1999  | Socorro             | LINEAR          | —         | MPC                           |
| 24243                | 1999 XL101 | 7 dez 1999  | Socorro             | LINEAR          | Brangane  | MPC                           |
| 24244                | 1999 XY101 | 7 dez 1999  | Socorro             | LINEAR          | Vesta     | MPC                           |
| 24245 Ezratty        | 1999 XB102 | 7 dez 1999  | Socorro             | LINEAR          | —         | MPC                           |
| 24246                | 1999 XC102 | 7 dez 1999  | Socorro             | LINEAR          | Brangane  | MPC                           |
| 24247                | 1999 XD105 | 9 dez 1999  | Fountain Hills      | C. W. Juels     | —         | MPC                           |
| 24248                | 1999 XU105 | 11 dez 1999 | Oizumi              | T. Kobayashi    | —         | MPC                           |
| 24249 Bobbiolson     | 1999 XC107 | 4 dez 1999  | Catalina            | CSS             | —         | MPC                           |
| 24250 Luteolson      | 1999 XS109 | 4 dez 1999  | Catalina            | CSS             | —         | MPC                           |
| 24251                | 1999 XL117 | 5 dez 1999  | Catalina            | CSS             | —         | MPC                           |
| 24252                | 1999 XW117 | 5 dez 1999  | Catalina            | CSS             | —         | MPC                           |
| 24253                | 1999 XX120 | 5 dez 1999  | Catalina            | CSS             | —         | MPC                           |
| 24254                | 1999 XB122 | 7 dez 1999  | Catalina            | CSS             | —         | MPC                           |
| 24255                | 1999 XR124 | 7 dez 1999  | Catalina            | CSS             | —         | MPC                           |
| 24256                | 1999 XZ125 | 7 dez 1999  | Catalina            | CSS             | —         | MPC                           |
| 24257                | 1999 XQ126 | 7 dez 1999  | Catalina            | CSS             | —         | MPC                           |
| 24258                | 1999 XH127 | 9 dez 1999  | Fountain Hills      | C. W. Juels     | —         | MPC                           |
| 24259 Chriswalker    | 1999 XR127 | 12 dez 1999 | Goodricke-Pigott    | R. A. Tucker    | —         | MPC                           |
| 24260 Krivan         | 1999 XW127 | 13 dez 1999 | Ondřejov            | P. Kušnirák     | Phocaea   | MPC                           |
| 24261 Judilegault    | 1999 XA130 | 12 dez 1999 | Socorro             | LINEAR          | —         | MPC                           |
| 24262                | 1999 XG133 | 12 dez 1999 | Socorro             | LINEAR          | —         | MPC                           |
| 24263                | 1999 XL133 | 12 dez 1999 | Socorro             | LINEAR          | Brangane  | MPC                           |
| 24264                | 1999 XL143 | 15 dez 1999 | Fountain Hills      | C. W. Juels     | —         | MPC                           |
| 24265 Banthonytwarog | 1999 XU143 | 13 dez 1999 | Farpoint            | G. Hug, G. Bell | —         | MPC                           |
| 24266                | 1999 XE144 | 13 dez 1999 | Višnjan Observatory | K. Korlević     | —         | MPC                           |
| 24267                | 1999 XU144 | 6 dez 1999  | Kitt Peak           | Spacewatch      | —         | MPC                           |
| 24268 Charconley     | 1999 XN156 | 8 dez 1999  | Socorro             | LINEAR          | —         | MPC                           |
| 24269 Kittappa       | 1999 XL157 | 8 dez 1999  | Socorro             | LINEAR          | —         | MPC                           |
| 24270 Dougskinner    | 1999 XD158 | 8 dez 1999  | Socorro             | LINEAR          | —         | MPC                           |
| 24271                | 1999 XR159 | 8 dez 1999  | Socorro             | LINEAR          | —         | MPC                           |
| 24272                | 1999 XE165 | 8 dez 1999  | Socorro             | LINEAR          | —         | MPC                           |
| 24273                | 1999 XO166 | 10 dez 1999 | Socorro             | LINEAR          | —         | MPC                           |
| 24274 Alliswheeler   | 1999 XN167 | 10 dez 1999 | Socorro             | LINEAR          | —         | MPC                           |
| 24275                | 1999 XW167 | 10 dez 1999 | Socorro             | LINEAR          | Vesta     | MPC                           |
| 24276                | 1999 XO169 | 10 dez 1999 | Socorro             | LINEAR          | —         | MPC                           |
| 24277 Schoch         | 1999 XQ169 | 10 dez 1999 | Socorro             | LINEAR          | —         | MPC                           |
| 24278 Davidgreen     | 1999 XZ170 | 10 dez 1999 | Socorro             | LINEAR          | —         | MPC                           |
| 24279                | 1999 XR171 | 10 dez 1999 | Socorro             | LINEAR          | Vesta     | MPC                           |
| 24280 Rohenderson    | 1999 XE172 | 10 dez 1999 | Socorro             | LINEAR          | —         | MPC                           |
| 24281                | 1999 XT174 | 10 dez 1999 | Socorro             | LINEAR          | Brangane  | MPC                           |
| 24282                | 1999 XB179 | 10 dez 1999 | Socorro             | LINEAR          | —         | MPC                           |
| 24283                | 1999 XE179 | 10 dez 1999 | Socorro             | LINEAR          | Brangane  | MPC                           |
| 24284                | 1999 XJ183 | 12 dez 1999 | Socorro             | LINEAR          | —         | MPC                           |
| 24285                | 1999 XC188 | 12 dez 1999 | Socorro             | LINEAR          | —         | MPC                           |
| 24286                | 1999 XU188 | 12 dez 1999 | Socorro             | LINEAR          | —         | MPC                           |
| 24287                | 1999 XC189 | 12 dez 1999 | Socorro             | LINEAR          | Brangane  | MPC                           |
| 24288                | 1999 XR189 | 12 dez 1999 | Socorro             | LINEAR          | —         | MPC                           |
| 24289 Anthonypalma   | 1999 XO190 | 12 dez 1999 | Socorro             | LINEAR          | —         | MPC                           |
| 24290                | 1999 XS190 | 12 dez 1999 | Socorro             | LINEAR          | —         | MPC                           |
| 24291                | 1999 XJ191 | 12 dez 1999 | Socorro             | LINEAR          | —         | MPC                           |
| 24292 Susanragan     | 1999 XV191 | 12 dez 1999 | Socorro             | LINEAR          | —         | MPC                           |
| 24293                | 1999 XW191 | 12 dez 1999 | Socorro             | LINEAR          | —         | MPC                           |
| 24294                | 1999 XE193 | 12 dez 1999 | Socorro             | LINEAR          | —         | MPC                           |
| 24295                | 1999 XX200 | 12 dez 1999 | Socorro             | LINEAR          | —         | MPC                           |
| 24296 Marychristie   | 1999 XW212 | 14 dez 1999 | Socorro             | LINEAR          | —         | MPC                           |
| 24297 Jonbach        | 1999 XZ213 | 14 dez 1999 | Socorro             | LINEAR          | —         | MPC                           |
| 24298                | 1999 XC221 | 14 dez 1999 | Socorro             | LINEAR          | Phocaea   | MPC                           |
| 24299                | 1999 XE221 | 14 dez 1999 | Socorro             | LINEAR          | Brangane  | MPC                           |
| 24300                | 1999 XX223 | 13 dez 1999 | Kitt Peak           | Spacewatch      | —         | MPC                           |

## 24301–24400
| Designação           | Designação | Descoberta  | Descoberta          | Descobridor(es)        | Categoria | Mais informações / Referência |
| Permanente           | Provisória | Data        | Local               | Descobridor(es)        | Categoria | Mais informações / Referência |
| -------------------- | ---------- | ----------- | ------------------- | ---------------------- | --------- | ----------------------------- |
| 24301 Gural          | 1999 XZ233 | 4 dez 1999  | Anderson Mesa       | LONEOS                 | —         | MPC                           |
| 24302                | 1999 XP242 | 13 dez 1999 | Socorro             | LINEAR                 | —         | MPC                           |
| 24303 Michaelrice    | 1999 YY    | 16 dez 1999 | Fountain Hills      | C. W. Juels            | —         | MPC                           |
| 24304 Lynnrice       | 1999 YZ    | 16 dez 1999 | Fountain Hills      | C. W. Juels            | —         | MPC                           |
| 24305 Darrellparnell | 1999 YG4   | 26 dez 1999 | Farpoint            | G. Hug, G. Bell        | —         | MPC                           |
| 24306                | 1999 YE5   | 27 dez 1999 | Moriyama            | Y. Ikari               | —         | MPC                           |
| 24307                | 1999 YB7   | 30 dez 1999 | Socorro             | LINEAR                 | —         | MPC                           |
| 24308 Cowenco        | 1999 YC9   | 29 dez 1999 | Farpoint            | G. Hug, G. Bell        | —         | MPC                           |
| 24309                | 1999 YF9   | 31 dez 1999 | Višnjan Observatory | K. Korlević            | —         | MPC                           |
| 24310                | 1999 YT9   | 31 dez 1999 | Oizumi              | T. Kobayashi           | —         | MPC                           |
| 24311                | 1999 YS15  | 31 dez 1999 | Kitt Peak           | Spacewatch             | —         | MPC                           |
| 24312                | 1999 YO22  | 31 dez 1999 | Anderson Mesa       | LONEOS                 | Vesta     | MPC                           |
| 24313                | 1999 YR27  | 30 dez 1999 | Socorro             | LINEAR                 | Vesta     | MPC                           |
| 24314                | 2000 AQ2   | 3 jan 2000  | Oizumi              | T. Kobayashi           | —         | MPC                           |
| 24315                | 2000 AV4   | 4 jan 2000  | Oaxaca              | J. M. Roe              | —         | MPC                           |
| 24316 Anncooper      | 2000 AQ11  | 3 jan 2000  | Socorro             | LINEAR                 | —         | MPC                           |
| 24317 Pukarhamal     | 2000 AL12  | 3 jan 2000  | Socorro             | LINEAR                 | —         | MPC                           |
| 24318 Vivianlee      | 2000 AE14  | 3 jan 2000  | Socorro             | LINEAR                 | —         | MPC                           |
| 24319                | 2000 AY15  | 3 jan 2000  | Socorro             | LINEAR                 | —         | MPC                           |
| 24320                | 2000 AS17  | 3 jan 2000  | Socorro             | LINEAR                 | Brangane  | MPC                           |
| 24321                | 2000 AO23  | 3 jan 2000  | Socorro             | LINEAR                 | —         | MPC                           |
| 24322                | 2000 AM43  | 4 jan 2000  | Črni Vrh            | Črni Vrh               | —         | MPC                           |
| 24323                | 2000 AW49  | 5 jan 2000  | Ondřejov            | P. Pravec, P. Kušnirák | —         | MPC                           |
| 24324                | 2000 AT51  | 4 jan 2000  | Socorro             | LINEAR                 | —         | MPC                           |
| 24325 Kaleighanne    | 2000 AB52  | 4 jan 2000  | Socorro             | LINEAR                 | —         | MPC                           |
| 24326                | 2000 AS53  | 4 jan 2000  | Socorro             | LINEAR                 | —         | MPC                           |
| 24327                | 2000 AB54  | 4 jan 2000  | Socorro             | LINEAR                 | Brangane  | MPC                           |
| 24328 Thomasburr     | 2000 AF54  | 4 jan 2000  | Socorro             | LINEAR                 | —         | MPC                           |
| 24329                | 2000 AR56  | 4 jan 2000  | Socorro             | LINEAR                 | —         | MPC                           |
| 24330                | 2000 AC66  | 4 jan 2000  | Socorro             | LINEAR                 | —         | MPC                           |
| 24331 Alyshaowen     | 2000 AL68  | 5 jan 2000  | Socorro             | LINEAR                 | —         | MPC                           |
| 24332 Shaunalinn     | 2000 AK69  | 5 jan 2000  | Socorro             | LINEAR                 | —         | MPC                           |
| 24333 Petermassey    | 2000 AA70  | 5 jan 2000  | Socorro             | LINEAR                 | —         | MPC                           |
| 24334 Conard         | 2000 AL71  | 5 jan 2000  | Socorro             | LINEAR                 | —         | MPC                           |
| 24335                | 2000 AG76  | 5 jan 2000  | Socorro             | LINEAR                 | —         | MPC                           |
| 24336                | 2000 AD77  | 5 jan 2000  | Socorro             | LINEAR                 | —         | MPC                           |
| 24337 Johannessen    | 2000 AF77  | 5 jan 2000  | Socorro             | LINEAR                 | —         | MPC                           |
| 24338                | 2000 AE80  | 5 jan 2000  | Socorro             | LINEAR                 | Ursula    | MPC                           |
| 24339                | 2000 AK84  | 5 jan 2000  | Socorro             | LINEAR                 | —         | MPC                           |
| 24340                | 2000 AP84  | 5 jan 2000  | Socorro             | LINEAR                 | Vesta     | MPC                           |
| 24341                | 2000 AJ87  | 5 jan 2000  | Socorro             | LINEAR                 | Vesta     | MPC                           |
| 24342                | 2000 AV87  | 5 jan 2000  | Socorro             | LINEAR                 | Brangane  | MPC                           |
| 24343                | 2000 AS88  | 5 jan 2000  | Socorro             | LINEAR                 | —         | MPC                           |
| 24344 Brianbarnett   | 2000 AB99  | 5 jan 2000  | Socorro             | LINEAR                 | —         | MPC                           |
| 24345 Llaverias      | 2000 AU99  | 5 jan 2000  | Socorro             | LINEAR                 | —         | MPC                           |
| 24346 Lehienphan     | 2000 AK100 | 5 jan 2000  | Socorro             | LINEAR                 | Ursula    | MPC                           |
| 24347 Arthurkuan     | 2000 AF102 | 5 jan 2000  | Socorro             | LINEAR                 | —         | MPC                           |
| 24348                | 2000 AO102 | 5 jan 2000  | Socorro             | LINEAR                 | —         | MPC                           |
| 24349                | 2000 AA103 | 5 jan 2000  | Socorro             | LINEAR                 | —         | MPC                           |
| 24350                | 2000 AJ103 | 5 jan 2000  | Socorro             | LINEAR                 | Brangane  | MPC                           |
| 24351 Fionawood      | 2000 AD104 | 5 jan 2000  | Socorro             | LINEAR                 | —         | MPC                           |
| 24352 Kapilrama      | 2000 AE104 | 5 jan 2000  | Socorro             | LINEAR                 | —         | MPC                           |
| 24353 Patrickhsu     | 2000 AG104 | 5 jan 2000  | Socorro             | LINEAR                 | Brangane  | MPC                           |
| 24354 Caz            | 2000 AA105 | 5 jan 2000  | Socorro             | LINEAR                 | —         | MPC                           |
| 24355                | 2000 AJ111 | 5 jan 2000  | Socorro             | LINEAR                 | —         | MPC                           |
| 24356                | 2000 AO114 | 5 jan 2000  | Socorro             | LINEAR                 | —         | MPC                           |
| 24357                | 2000 AC115 | 5 jan 2000  | Socorro             | LINEAR                 | Vesta     | MPC                           |
| 24358                | 2000 AV117 | 5 jan 2000  | Socorro             | LINEAR                 | Ursula    | MPC                           |
| 24359                | 2000 AS118 | 5 jan 2000  | Socorro             | LINEAR                 | —         | MPC                           |
| 24360                | 2000 AG120 | 5 jan 2000  | Socorro             | LINEAR                 | —         | MPC                           |
| 24361                | 2000 AK120 | 5 jan 2000  | Socorro             | LINEAR                 | —         | MPC                           |
| 24362                | 2000 AR120 | 5 jan 2000  | Socorro             | LINEAR                 | —         | MPC                           |
| 24363                | 2000 AH121 | 5 jan 2000  | Socorro             | LINEAR                 | —         | MPC                           |
| 24364                | 2000 AK121 | 5 jan 2000  | Socorro             | LINEAR                 | —         | MPC                           |
| 24365                | 2000 AE124 | 5 jan 2000  | Socorro             | LINEAR                 | —         | MPC                           |
| 24366                | 2000 AY124 | 5 jan 2000  | Socorro             | LINEAR                 | Brangane  | MPC                           |
| 24367                | 2000 AC126 | 5 jan 2000  | Socorro             | LINEAR                 | —         | MPC                           |
| 24368                | 2000 AQ127 | 5 jan 2000  | Socorro             | LINEAR                 | —         | MPC                           |
| 24369 Evanichols     | 2000 AE132 | 3 jan 2000  | Socorro             | LINEAR                 | —         | MPC                           |
| 24370 Marywang       | 2000 AX139 | 5 jan 2000  | Socorro             | LINEAR                 | —         | MPC                           |
| 24371                | 2000 AC140 | 5 jan 2000  | Socorro             | LINEAR                 | —         | MPC                           |
| 24372 Timobauman     | 2000 AG140 | 5 jan 2000  | Socorro             | LINEAR                 | —         | MPC                           |
| 24373                | 2000 AN143 | 5 jan 2000  | Socorro             | LINEAR                 | —         | MPC                           |
| 24374                | 2000 AV143 | 5 jan 2000  | Socorro             | LINEAR                 | Brangane  | MPC                           |
| 24375                | 2000 AU144 | 5 jan 2000  | Socorro             | LINEAR                 | —         | MPC                           |
| 24376 Ramesh         | 2000 AB152 | 8 jan 2000  | Socorro             | LINEAR                 | —         | MPC                           |
| 24377                | 2000 AO154 | 2 jan 2000  | Socorro             | LINEAR                 | —         | MPC                           |
| 24378 Katelyngibbs   | 2000 AZ154 | 3 jan 2000  | Socorro             | LINEAR                 | —         | MPC                           |
| 24379                | 2000 AW158 | 3 jan 2000  | Socorro             | LINEAR                 | Brangane  | MPC                           |
| 24380                | 2000 AA160 | 3 jan 2000  | Socorro             | LINEAR                 | Vesta     | MPC                           |
| 24381                | 2000 AA166 | 8 jan 2000  | Socorro             | LINEAR                 | —         | MPC                           |
| 24382                | 2000 AG169 | 7 jan 2000  | Socorro             | LINEAR                 | —         | MPC                           |
| 24383                | 2000 AC170 | 7 jan 2000  | Socorro             | LINEAR                 | —         | MPC                           |
| 24384                | 2000 AR171 | 7 jan 2000  | Socorro             | LINEAR                 | —         | MPC                           |
| 24385 Katcagen       | 2000 AM172 | 7 jan 2000  | Socorro             | LINEAR                 | —         | MPC                           |
| 24386 McLindon       | 2000 AV172 | 7 jan 2000  | Socorro             | LINEAR                 | —         | MPC                           |
| 24387 Trettel        | 2000 AB174 | 7 jan 2000  | Socorro             | LINEAR                 | —         | MPC                           |
| 24388                | 2000 AB175 | 7 jan 2000  | Socorro             | LINEAR                 | Eunomia   | MPC                           |
| 24389                | 2000 AA177 | 7 jan 2000  | Socorro             | LINEAR                 | —         | MPC                           |
| 24390                | 2000 AD177 | 7 jan 2000  | Socorro             | LINEAR                 | Vesta     | MPC                           |
| 24391                | 2000 AU178 | 7 jan 2000  | Socorro             | LINEAR                 | —         | MPC                           |
| 24392                | 2000 AD179 | 7 jan 2000  | Socorro             | LINEAR                 | —         | MPC                           |
| 24393                | 2000 AG183 | 7 jan 2000  | Socorro             | LINEAR                 | Brangane  | MPC                           |
| 24394                | 2000 AD186 | 8 jan 2000  | Socorro             | LINEAR                 | —         | MPC                           |
| 24395                | 2000 AR186 | 8 jan 2000  | Socorro             | LINEAR                 | —         | MPC                           |
| 24396                | 2000 AS186 | 8 jan 2000  | Socorro             | LINEAR                 | —         | MPC                           |
| 24397 Parkerowan     | 2000 AT186 | 8 jan 2000  | Socorro             | LINEAR                 | —         | MPC                           |
| 24398                | 2000 AZ187 | 8 jan 2000  | Socorro             | LINEAR                 | —         | MPC                           |
| 24399                | 2000 AB188 | 8 jan 2000  | Socorro             | LINEAR                 | Phocaea   | MPC                           |
| 24400                | 2000 AF192 | 8 jan 2000  | Socorro             | LINEAR                 | —         | MPC                           |

## 24401–24500
| Designação            | Designação | Descoberta  | Descoberta          | Descobridor(es) | Categoria | Mais informações / Referência |
| Permanente            | Provisória | Data        | Local               | Descobridor(es) | Categoria | Mais informações / Referência |
| --------------------- | ---------- | ----------- | ------------------- | --------------- | --------- | ----------------------------- |
| 24401                 | 2000 AS192 | 8 jan 2000  | Socorro             | LINEAR          | —         | MPC                           |
| 24402                 | 2000 AT192 | 8 jan 2000  | Socorro             | LINEAR          | —         | MPC                           |
| 24403                 | 2000 AX193 | 8 jan 2000  | Socorro             | LINEAR          | Vesta     | MPC                           |
| 24404                 | 2000 AB194 | 8 jan 2000  | Socorro             | LINEAR          | Brangane  | MPC                           |
| 24405                 | 2000 AT197 | 8 jan 2000  | Socorro             | LINEAR          | —         | MPC                           |
| 24406                 | 2000 AR199 | 9 jan 2000  | Socorro             | LINEAR          | —         | MPC                           |
| 24407                 | 2000 AJ200 | 9 jan 2000  | Socorro             | LINEAR          | —         | MPC                           |
| 24408                 | 2000 AH214 | 6 jan 2000  | Kitt Peak           | Spacewatch      | —         | MPC                           |
| 24409 Caninquinn      | 2000 AH235 | 5 jan 2000  | Socorro             | LINEAR          | —         | MPC                           |
| 24410 Juliewalker     | 2000 AZ236 | 5 jan 2000  | Socorro             | LINEAR          | —         | MPC                           |
| 24411 Janches         | 2000 AU240 | 7 jan 2000  | Anderson Mesa       | LONEOS          | —         | MPC                           |
| 24412 Ericpalmer      | 2000 AM243 | 7 jan 2000  | Anderson Mesa       | LONEOS          | —         | MPC                           |
| 24413 Britneyschmidt  | 2000 AN243 | 7 jan 2000  | Anderson Mesa       | LONEOS          | —         | MPC                           |
| 24414                 | 2000 AJ246 | 13 jan 2000 | Xinglong            | SCAP            | —         | MPC                           |
| 24415                 | 2000 AA251 | 3 jan 2000  | Socorro             | LINEAR          | —         | MPC                           |
| 24416                 | 2000 BF2   | 25 jan 2000 | Višnjan Observatory | K. Korlević     | —         | MPC                           |
| 24417                 | 2000 BK5   | 27 jan 2000 | Socorro             | LINEAR          | —         | MPC                           |
| 24418                 | 2000 BA7   | 27 jan 2000 | Socorro             | LINEAR          | —         | MPC                           |
| 24419                 | 2000 BE16  | 29 jan 2000 | Socorro             | LINEAR          | —         | MPC                           |
| 24420                 | 2000 BU22  | 29 jan 2000 | Kitt Peak           | Spacewatch      | Vesta     | MPC                           |
| 24421 Djorgovski      | 2000 BQ33  | 30 jan 2000 | Catalina            | CSS             | —         | MPC                           |
| 24422 Helentressa     | 2000 CF3   | 2 fev 2000  | Socorro             | LINEAR          | —         | MPC                           |
| 24423                 | 2000 CR3   | 2 fev 2000  | Socorro             | LINEAR          | Brangane  | MPC                           |
| 24424                 | 2000 CS5   | 2 fev 2000  | Socorro             | LINEAR          | —         | MPC                           |
| 24425                 | 2000 CW6   | 2 fev 2000  | Socorro             | LINEAR          | —         | MPC                           |
| 24426                 | 2000 CR12  | 2 fev 2000  | Socorro             | LINEAR          | Vesta     | MPC                           |
| 24427                 | 2000 CN21  | 2 fev 2000  | Socorro             | LINEAR          | —         | MPC                           |
| 24428                 | 2000 CZ26  | 2 fev 2000  | Socorro             | LINEAR          | —         | MPC                           |
| 24429                 | 2000 CV27  | 2 fev 2000  | Socorro             | LINEAR          | —         | MPC                           |
| 24430                 | 2000 CN35  | 2 fev 2000  | Socorro             | LINEAR          | —         | MPC                           |
| 24431                 | 2000 CR45  | 2 fev 2000  | Socorro             | LINEAR          | —         | MPC                           |
| 24432 Elizamcnitt     | 2000 CT48  | 2 fev 2000  | Socorro             | LINEAR          | —         | MPC                           |
| 24433                 | 2000 CF83  | 4 fev 2000  | Socorro             | LINEAR          | —         | MPC                           |
| 24434 Josephhoscheidt | 2000 CY112 | 7 fev 2000  | Catalina            | CSS             | —         | MPC                           |
| 24435                 | 2000 DN    | 23 fev 2000 | Višnjan Observatory | K. Korlević     | —         | MPC                           |
| 24436                 | 2000 ES56  | 8 mar 2000  | Socorro             | LINEAR          | —         | MPC                           |
| 24437                 | 2000 EW93  | 9 mar 2000  | Socorro             | LINEAR          | Brangane  | MPC                           |
| 24438 Michaeloy       | 2000 EV94  | 9 mar 2000  | Socorro             | LINEAR          | —         | MPC                           |
| 24439 Yanney          | 2000 EM144 | 3 mar 2000  | Catalina            | CSS             | —         | MPC                           |
| 24440                 | 2000 FB1   | 26 mar 2000 | Socorro             | LINEAR          | —         | MPC                           |
| 24441 Jopek           | 2000 FM29  | 27 mar 2000 | Anderson Mesa       | LONEOS          | —         | MPC                           |
| 24442                 | 2000 GM122 | 10 abr 2000 | Haleakalā           | NEAT            | —         | MPC                           |
| 24443                 | 2000 OG    | 21 jul 2000 | Socorro             | LINEAR          | —         | MPC                           |
| 24444                 | 2000 OP32  | 30 jul 2000 | Socorro             | LINEAR          | —         | MPC                           |
| 24445                 | 2000 PM8   | 2 ago 2000  | Mauna Kea           | C. Veillet      | —         | MPC                           |
| 24446                 | 2000 PR25  | 4 ago 2000  | Socorro             | LINEAR          | —         | MPC                           |
| 24447                 | 2000 QY1   | 24 ago 2000 | Socorro             | LINEAR          | —         | MPC                           |
| 24448                 | 2000 QE42  | 24 ago 2000 | Socorro             | LINEAR          | —         | MPC                           |
| 24449                 | 2000 QL63  | 28 ago 2000 | Socorro             | LINEAR          | —         | MPC                           |
| 24450 Victorchang     | 2000 QC69  | 29 ago 2000 | Reedy Creek         | J. Broughton    | —         | MPC                           |
| 24451                 | 2000 QS104 | 28 ago 2000 | Socorro             | LINEAR          | —         | MPC                           |
| 24452                 | 2000 QU167 | 31 ago 2000 | Socorro             | LINEAR          | —         | MPC                           |
| 24453                 | 2000 QG173 | 31 ago 2000 | Socorro             | LINEAR          | —         | MPC                           |
| 24454                 | 2000 QF198 | 29 ago 2000 | Socorro             | LINEAR          | —         | MPC                           |
| 24455 Kaňuchová       | 2000 QF222 | 21 ago 2000 | Anderson Mesa       | LONEOS          | —         | MPC                           |
| 24456                 | 2000 RO25  | 1 set 2000  | Socorro             | LINEAR          | —         | MPC                           |
| 24457                 | 2000 RX76  | 6 set 2000  | Socorro             | LINEAR          | —         | MPC                           |
| 24458                 | 2000 RP100 | 5 set 2000  | Anderson Mesa       | LONEOS          | —         | MPC                           |
| 24459                 | 2000 RF103 | 5 set 2000  | Anderson Mesa       | LONEOS          | —         | MPC                           |
| 24460                 | 2000 RF105 | 7 set 2000  | Socorro             | LINEAR          | Phocaea   | MPC                           |
| 24461                 | 2000 SZ3   | 20 set 2000 | Socorro             | LINEAR          | —         | MPC                           |
| 24462                 | 2000 SS107 | 24 set 2000 | Socorro             | LINEAR          | —         | MPC                           |
| 24463                 | 2000 SO123 | 24 set 2000 | Socorro             | LINEAR          | —         | MPC                           |
| 24464 Williamkalb     | 2000 SX124 | 24 set 2000 | Socorro             | LINEAR          | —         | MPC                           |
| 24465                 | 2000 SX155 | 24 set 2000 | Socorro             | LINEAR          | Juno      | MPC                           |
| 24466                 | 2000 SC156 | 24 set 2000 | Socorro             | LINEAR          | —         | MPC                           |
| 24467                 | 2000 SS165 | 23 set 2000 | Socorro             | LINEAR          | —         | MPC                           |
| 24468                 | 2000 SY221 | 26 set 2000 | Socorro             | LINEAR          | —         | MPC                           |
| 24469                 | 2000 SN287 | 26 set 2000 | Socorro             | LINEAR          | —         | MPC                           |
| 24470                 | 2000 SJ310 | 26 set 2000 | Socorro             | LINEAR          | —         | MPC                           |
| 24471                 | 2000 SH313 | 27 set 2000 | Socorro             | LINEAR          | —         | MPC                           |
| 24472                 | 2000 SY317 | 30 set 2000 | Socorro             | LINEAR          | —         | MPC                           |
| 24473                 | 2000 UK98  | 25 out 2000 | Socorro             | LINEAR          | —         | MPC                           |
| 24474 Ananthram       | 2000 VE2   | 1 nov 2000  | Socorro             | LINEAR          | —         | MPC                           |
| 24475                 | 2000 VN2   | 1 nov 2000  | Socorro             | LINEAR          | —         | MPC                           |
| 24476                 | 2000 WE68  | 29 nov 2000 | Fountain Hills      | C. W. Juels     | Phocaea   | MPC                           |
| 24477                 | 2000 WH87  | 20 nov 2000 | Socorro             | LINEAR          | —         | MPC                           |
| 24478                 | 2000 WC145 | 21 nov 2000 | Socorro             | LINEAR          | —         | MPC                           |
| 24479                 | 2000 WU157 | 30 nov 2000 | Socorro             | LINEAR          | Vesta     | MPC                           |
| 24480 Glavin          | 2000 WA191 | 19 nov 2000 | Anderson Mesa       | LONEOS          | —         | MPC                           |
| 24481                 | 2000 XO9   | 1 dez 2000  | Socorro             | LINEAR          | Juno      | MPC                           |
| 24482                 | 2000 XV49  | 4 dez 2000  | Socorro             | LINEAR          | —         | MPC                           |
| 24483                 | 2000 XK50  | 4 dez 2000  | Socorro             | LINEAR          | —         | MPC                           |
| 24484 Chester         | 2000 YV49  | 30 dez 2000 | Socorro             | LINEAR          | —         | MPC                           |
| 24485                 | 2000 YL102 | 28 dez 2000 | Socorro             | LINEAR          | Vesta     | MPC                           |
| 24486                 | 2000 YR102 | 28 dez 2000 | Socorro             | LINEAR          | Vesta     | MPC                           |
| 24487                 | 2000 YT105 | 28 dez 2000 | Socorro             | LINEAR          | —         | MPC                           |
| 24488 Eliebochner     | 2000 YY111 | 30 dez 2000 | Socorro             | LINEAR          | —         | MPC                           |
| 24489                 | 2000 YC117 | 30 dez 2000 | Socorro             | LINEAR          | —         | MPC                           |
| 24490                 | 2000 YK122 | 28 dez 2000 | Socorro             | LINEAR          | —         | MPC                           |
| 24491                 | 2000 YT123 | 28 dez 2000 | Socorro             | LINEAR          | Pallas    | MPC                           |
| 24492 Nathanmonroe    | 2000 YQ131 | 30 dez 2000 | Socorro             | LINEAR          | —         | MPC                           |
| 24493 McCommon        | 2000 YT131 | 30 dez 2000 | Socorro             | LINEAR          | —         | MPC                           |
| 24494 Megmoulding     | 2000 YH132 | 30 dez 2000 | Socorro             | LINEAR          | —         | MPC                           |
| 24495 Degroff         | 2001 AV1   | 2 jan 2001  | Anderson Mesa       | LONEOS          | —         | MPC                           |
| 24496                 | 2001 AV17  | 2 jan 2001  | Socorro             | LINEAR          | —         | MPC                           |
| 24497                 | 2001 AE18  | 2 jan 2001  | Socorro             | LINEAR          | —         | MPC                           |
| 24498                 | 2001 AC25  | 4 jan 2001  | Socorro             | LINEAR          | Vesta     | MPC                           |
| 24499                 | 2001 AL30  | 4 jan 2001  | Socorro             | LINEAR          | —         | MPC                           |
| 24500                 | 2001 AX33  | 4 jan 2001  | Socorro             | LINEAR          | —         | MPC                           |

## 24501–24600
| Designação         | Designação | Descoberta  | Descoberta          | Descobridor(es) | Categoria | Mais informações / Referência |
| Permanente         | Provisória | Data        | Local               | Descobridor(es) | Categoria | Mais informações / Referência |
| ------------------ | ---------- | ----------- | ------------------- | --------------- | --------- | ----------------------------- |
| 24501              | 2001 AN37  | 5 jan 2001  | Socorro             | LINEAR          | Vesta     | MPC                           |
| 24502              | 2001 AT38  | 1 jan 2001  | Kitt Peak           | Spacewatch      | —         | MPC                           |
| 24503 Kero         | 2001 AJ42  | 3 jan 2001  | Anderson Mesa       | LONEOS          | —         | MPC                           |
| 24504              | 2001 AD45  | 15 jan 2001 | Oizumi              | T. Kobayashi    | —         | MPC                           |
| 24505              | 2001 BZ    | 17 jan 2001 | Oizumi              | T. Kobayashi    | Vesta     | MPC                           |
| 24506              | 2001 BS15  | 21 jan 2001 | Oizumi              | T. Kobayashi    | Vesta     | MPC                           |
| 24507              | 2001 BH18  | 19 jan 2001 | Socorro             | LINEAR          | Phocaea   | MPC                           |
| 24508              | 2001 BL26  | 20 jan 2001 | Socorro             | LINEAR          | Vesta     | MPC                           |
| 24509 Joycechai    | 2001 BT27  | 20 jan 2001 | Socorro             | LINEAR          | —         | MPC                           |
| 24510              | 2001 BY31  | 20 jan 2001 | Socorro             | LINEAR          | —         | MPC                           |
| 24511              | 2001 BM33  | 20 jan 2001 | Socorro             | LINEAR          | —         | MPC                           |
| 24512              | 2001 BK35  | 20 jan 2001 | Socorro             | LINEAR          | —         | MPC                           |
| 24513              | 2001 BL35  | 20 jan 2001 | Socorro             | LINEAR          | —         | MPC                           |
| 24514              | 2001 BB58  | 21 jan 2001 | Socorro             | LINEAR          | Pallas    | MPC                           |
| 24515              | 2001 BN58  | 21 jan 2001 | Socorro             | LINEAR          | —         | MPC                           |
| 24516              | 2001 BB66  | 26 jan 2001 | Socorro             | LINEAR          | —         | MPC                           |
| 24517 Omattage     | 2001 BN71  | 29 jan 2001 | Socorro             | LINEAR          | —         | MPC                           |
| 24518              | 2001 BR76  | 26 jan 2001 | Kitt Peak           | Spacewatch      | —         | MPC                           |
| 24519              | 2001 CH    | 1 fev 2001  | Višnjan Observatory | K. Korlević     | Vesta     | MPC                           |
| 24520 Abramson     | 2001 CW1   | 1 fev 2001  | Socorro             | LINEAR          | —         | MPC                           |
| 24521              | 2001 CZ1   | 1 fev 2001  | Socorro             | LINEAR          | —         | MPC                           |
| 24522              | 2001 CO2   | 1 fev 2001  | Socorro             | LINEAR          | —         | MPC                           |
| 24523 Sanaraoof    | 2001 CV3   | 1 fev 2001  | Socorro             | LINEAR          | —         | MPC                           |
| 24524 Kevinhawkins | 2001 CY3   | 1 fev 2001  | Socorro             | LINEAR          | —         | MPC                           |
| 24525              | 2001 CS4   | 1 fev 2001  | Socorro             | LINEAR          | —         | MPC                           |
| 24526 Desai        | 2001 CA5   | 1 fev 2001  | Socorro             | LINEAR          | —         | MPC                           |
| 24527              | 2001 CA6   | 1 fev 2001  | Socorro             | LINEAR          | —         | MPC                           |
| 24528              | 2001 CP11  | 1 fev 2001  | Socorro             | LINEAR          | Vesta     | MPC                           |
| 24529 Urbach       | 2001 CW17  | 2 fev 2001  | Socorro             | LINEAR          | —         | MPC                           |
| 24530              | 2001 CP18  | 2 fev 2001  | Socorro             | LINEAR          | Vesta     | MPC                           |
| 24531              | 2001 CE21  | 2 fev 2001  | Socorro             | LINEAR          | Vesta     | MPC                           |
| 24532 Csabakiss    | 2001 CY21  | 1 fev 2001  | Anderson Mesa       | LONEOS          | —         | MPC                           |
| 24533 Kokhirova    | 2001 CR27  | 2 fev 2001  | Anderson Mesa       | LONEOS          | Brangane  | MPC                           |
| 24534              | 2001 CX27  | 2 fev 2001  | Anderson Mesa       | LONEOS          | Vesta     | MPC                           |
| 24535 Neslušan     | 2001 CA28  | 2 fev 2001  | Anderson Mesa       | LONEOS          | —         | MPC                           |
| 24536              | 2001 CN33  | 13 fev 2001 | Socorro             | LINEAR          | Vesta     | MPC                           |
| 24537              | 2001 CB35  | 13 fev 2001 | Socorro             | LINEAR          | Vesta     | MPC                           |
| 24538 Charliexie   | 2001 DM5   | 16 fev 2001 | Socorro             | LINEAR          | —         | MPC                           |
| 24539              | 2001 DP5   | 16 fev 2001 | Socorro             | LINEAR          | Vesta     | MPC                           |
| 24540              | 2001 DJ16  | 16 fev 2001 | Socorro             | LINEAR          | —         | MPC                           |
| 24541 Hangzou      | 2001 DO16  | 16 fev 2001 | Socorro             | LINEAR          | —         | MPC                           |
| 24542              | 2001 DD17  | 16 fev 2001 | Socorro             | LINEAR          | —         | MPC                           |
| 24543              | 2001 DH19  | 16 fev 2001 | Socorro             | LINEAR          | —         | MPC                           |
| 24544              | 2001 DT19  | 16 fev 2001 | Socorro             | LINEAR          | —         | MPC                           |
| 24545              | 2001 DP25  | 17 fev 2001 | Socorro             | LINEAR          | —         | MPC                           |
| 24546 Darnell      | 2001 DE35  | 19 fev 2001 | Socorro             | LINEAR          | —         | MPC                           |
| 24547 Stauber      | 2001 DV36  | 19 fev 2001 | Socorro             | LINEAR          | —         | MPC                           |
| 24548 Katieeverett | 2001 DW42  | 19 fev 2001 | Socorro             | LINEAR          | —         | MPC                           |
| 24549 Jaredgoodman | 2001 DB69  | 19 fev 2001 | Socorro             | LINEAR          | —         | MPC                           |
| 24550              | 2001 DM71  | 19 fev 2001 | Socorro             | LINEAR          | —         | MPC                           |
| 24551              | 2048 P-L   | 24 set 1960 | Palomar             | PLS             | —         | MPC                           |
| 24552              | 2226 P-L   | 24 set 1960 | Palomar             | PLS             | —         | MPC                           |
| 24553              | 2590 P-L   | 24 set 1960 | Palomar             | PLS             | —         | MPC                           |
| 24554              | 2608 P-L   | 24 set 1960 | Palomar             | PLS             | Brangane  | MPC                           |
| 24555              | 2839 P-L   | 24 set 1960 | Palomar             | PLS             | —         | MPC                           |
| 24556              | 3514 P-L   | 17 out 1960 | Palomar             | PLS             | —         | MPC                           |
| 24557              | 3521 P-L   | 17 out 1960 | Palomar             | PLS             | —         | MPC                           |
| 24558              | 4037 P-L   | 24 set 1960 | Palomar             | PLS             | —         | MPC                           |
| 24559              | 4148 P-L   | 24 set 1960 | Palomar             | PLS             | —         | MPC                           |
| 24560              | 4517 P-L   | 24 set 1960 | Palomar             | PLS             | —         | MPC                           |
| 24561              | 4646 P-L   | 24 set 1960 | Palomar             | PLS             | —         | MPC                           |
| 24562              | 4647 P-L   | 24 set 1960 | Palomar             | PLS             | —         | MPC                           |
| 24563              | 4858 P-L   | 24 set 1960 | Palomar             | PLS             | —         | MPC                           |
| 24564              | 6056 P-L   | 24 set 1960 | Palomar             | PLS             | —         | MPC                           |
| 24565              | 6577 P-L   | 24 set 1960 | Palomar             | PLS             | —         | MPC                           |
| 24566              | 6777 P-L   | 24 set 1960 | Palomar             | PLS             | —         | MPC                           |
| 24567              | 6790 P-L   | 24 set 1960 | Palomar             | PLS             | —         | MPC                           |
| 24568              | 6794 P-L   | 24 set 1960 | Palomar             | PLS             | —         | MPC                           |
| 24569              | 9609 P-L   | 24 set 1960 | Palomar             | PLS             | —         | MPC                           |
| 24570              | 2153 T-1   | 25 mar 1971 | Palomar             | PLS             | —         | MPC                           |
| 24571              | 2179 T-1   | 25 mar 1971 | Palomar             | PLS             | —         | MPC                           |
| 24572              | 2221 T-1   | 25 mar 1971 | Palomar             | PLS             | —         | MPC                           |
| 24573              | 2237 T-1   | 25 mar 1971 | Palomar             | PLS             | —         | MPC                           |
| 24574              | 3312 T-1   | 26 mar 1971 | Palomar             | PLS             | —         | MPC                           |
| 24575              | 3314 T-1   | 26 mar 1971 | Palomar             | PLS             | Phocaea   | MPC                           |
| 24576              | 4406 T-1   | 26 mar 1971 | Palomar             | PLS             | —         | MPC                           |
| 24577              | 4841 T-1   | 13 mai 1971 | Palomar             | PLS             | Phocaea   | MPC                           |
| 24578              | 1036 T-2   | 29 set 1973 | Palomar             | PLS             | —         | MPC                           |
| 24579              | 1320 T-2   | 29 set 1973 | Palomar             | PLS             | —         | MPC                           |
| 24580              | 1414 T-2   | 30 set 1973 | Palomar             | PLS             | —         | MPC                           |
| 24581              | 1474 T-2   | 30 set 1973 | Palomar             | PLS             | —         | MPC                           |
| 24582              | 2085 T-2   | 29 set 1973 | Palomar             | PLS             | —         | MPC                           |
| 24583              | 2197 T-2   | 29 set 1973 | Palomar             | PLS             | —         | MPC                           |
| 24584              | 3256 T-2   | 30 set 1973 | Palomar             | PLS             | —         | MPC                           |
| 24585              | 4201 T-2   | 29 set 1973 | Palomar             | PLS             | Maria     | MPC                           |
| 24586              | 4230 T-2   | 29 set 1973 | Palomar             | PLS             | —         | MPC                           |
| 24587 Kapaneus     | 4613 T-2   | 30 set 1973 | Palomar             | PLS             | Vesta     | MPC                           |
| 24588              | 4733 T-2   | 30 set 1973 | Palomar             | PLS             | —         | MPC                           |
| 24589              | 5128 T-2   | 25 set 1973 | Palomar             | PLS             | —         | MPC                           |
| 24590              | 1156 T-3   | 17 out 1977 | Palomar             | PLS             | Brangane  | MPC                           |
| 24591              | 2139 T-3   | 16 out 1977 | Palomar             | PLS             | —         | MPC                           |
| 24592              | 3039 T-3   | 16 out 1977 | Palomar             | PLS             | —         | MPC                           |
| 24593              | 3041 T-3   | 16 out 1977 | Palomar             | PLS             | —         | MPC                           |
| 24594              | 3138 T-3   | 16 out 1977 | Palomar             | PLS             | —         | MPC                           |
| 24595              | 3230 T-3   | 16 out 1977 | Palomar             | PLS             | Ursula    | MPC                           |
| 24596              | 3574 T-3   | 12 out 1977 | Palomar             | PLS             | —         | MPC                           |
| 24597              | 4292 T-3   | 16 out 1977 | Palomar             | PLS             | —         | MPC                           |
| 24598              | 4366 T-3   | 16 out 1977 | Palomar             | PLS             | —         | MPC                           |
| 24599              | 5099 T-3   | 16 out 1977 | Palomar             | PLS             | Brangane  | MPC                           |
| 24600              | 1971 UQ    | 26 out 1971 | Hamburg-Bergedorf   | L. Kohoutek     | —         | MPC                           |

## 24601–24700
| Designação           | Designação | Descoberta  | Descoberta             | Descobridor(es)                  | Categoria | Mais informações / Referência |
| Permanente           | Provisória | Data        | Local                  | Descobridor(es)                  | Categoria | Mais informações / Referência |
| -------------------- | ---------- | ----------- | ---------------------- | -------------------------------- | --------- | ----------------------------- |
| 24601 Valjean        | 1971 UW    | 26 out 1971 | Hamburg-Bergedorf      | L. Kohoutek                      | —         | MPC                           |
| 24602 Mozzhorin      | 1972 TE    | 3 out 1972  | Nauchnij               | L. V. Zhuravleva                 | —         | MPC                           |
| 24603 Mekistheus     | 1973 SQ    | 24 set 1973 | Palomar                | PLS                              | Vesta     | MPC                           |
| 24604 Vasilermakov   | 1973 SP4   | 27 set 1973 | Nauchnij               | L. I. Chernykh                   | —         | MPC                           |
| 24605 Tsykalyuk      | 1975 VZ8   | 8 nov 1975  | Nauchnij               | N. S. Chernykh                   | —         | MPC                           |
| 24606                | 1976 QK2   | 20 ago 1976 | El Leoncito            | Félix Aguilar Obs.               | —         | MPC                           |
| 24607 Sevnatu        | 1977 PC1   | 14 ago 1977 | Nauchnij               | N. S. Chernykh                   | —         | MPC                           |
| 24608 Alexveselkov   | 1977 SL    | 18 set 1977 | Nauchnij               | N. S. Chernykh                   | —         | MPC                           |
| 24609 Evgenij        | 1978 RA2   | 7 set 1978  | Nauchnij               | T. M. Smirnova                   | —         | MPC                           |
| 24610                | 1978 RA10  | 2 set 1978  | La Silla               | C.-I. Lagerkvist                 | —         | MPC                           |
| 24611 Svetochka      | 1978 SH3   | 26 set 1978 | Nauchnij               | L. V. Zhuravleva                 | —         | MPC                           |
| 24612                | 1978 UE6   | 27 out 1978 | Palomar                | C. M. Olmstead                   | —         | MPC                           |
| 24613                | 1978 VL3   | 7 nov 1978  | Palomar                | E. F. Helin, S. J. Bus           | —         | MPC                           |
| 24614                | 1978 VY3   | 7 nov 1978  | Palomar                | E. F. Helin, S. J. Bus           | —         | MPC                           |
| 24615                | 1978 VO5   | 7 nov 1978  | Palomar                | E. F. Helin, S. J. Bus           | —         | MPC                           |
| 24616                | 1978 VC9   | 7 nov 1978  | Palomar                | E. F. Helin, S. J. Bus           | —         | MPC                           |
| 24617                | 1978 WU    | 29 nov 1978 | Palomar                | S. J. Bus, C. T. Kowal           | —         | MPC                           |
| 24618                | 1978 XD1   | 6 dez 1978  | Palomar                | E. Bowell, A. Warnock            | —         | MPC                           |
| 24619                | 1979 DA    | 26 fev 1979 | Kleť                   | A. Mrkos                         | —         | MPC                           |
| 24620                | 1979 MO2   | 25 jun 1979 | Siding Spring          | E. F. Helin, S. J. Bus           | —         | MPC                           |
| 24621                | 1979 MS4   | 25 jun 1979 | Siding Spring          | E. F. Helin, S. J. Bus           | —         | MPC                           |
| 24622                | 1979 MU5   | 25 jun 1979 | Siding Spring          | E. F. Helin, S. J. Bus           | —         | MPC                           |
| 24623                | 1979 MD8   | 25 jun 1979 | Siding Spring          | E. F. Helin, S. J. Bus           | —         | MPC                           |
| 24624                | 1980 FH4   | 16 mar 1980 | La Silla               | C.-I. Lagerkvist                 | —         | MPC                           |
| 24625                | 1980 PC3   | 8 ago 1980  | Siding Spring          | Edinburgh Obs.                   | —         | MPC                           |
| 24626 Astrowizard    | 1980 TS3   | 9 out 1980  | Palomar                | C. S. Shoemaker, E. M. Shoemaker | —         | MPC                           |
| 24627                | 1981 DT3   | 28 fev 1981 | Siding Spring          | S. J. Bus                        | Brangane  | MPC                           |
| 24628                | 1981 EG3   | 2 mar 1981  | Siding Spring          | S. J. Bus                        | —         | MPC                           |
| 24629                | 1981 EA4   | 2 mar 1981  | Siding Spring          | S. J. Bus                        | —         | MPC                           |
| 24630                | 1981 EZ9   | 1 mar 1981  | Siding Spring          | S. J. Bus                        | Eos       | MPC                           |
| 24631                | 1981 EB21  | 2 mar 1981  | Siding Spring          | S. J. Bus                        | —         | MPC                           |
| 24632                | 1981 ER24  | 2 mar 1981  | Siding Spring          | S. J. Bus                        | —         | MPC                           |
| 24633                | 1981 EP25  | 2 mar 1981  | Siding Spring          | S. J. Bus                        | —         | MPC                           |
| 24634                | 1981 EX29  | 2 mar 1981  | Siding Spring          | S. J. Bus                        | —         | MPC                           |
| 24635                | 1981 EN42  | 2 mar 1981  | Siding Spring          | S. J. Bus                        | —         | MPC                           |
| 24636                | 1981 QM2   | 27 ago 1981 | La Silla               | H. Debehogne                     | —         | MPC                           |
| 24637 Olʹgusha       | 1981 RW4   | 8 set 1981  | Nauchnij               | L. V. Zhuravleva                 | —         | MPC                           |
| 24638                | 1981 UC23  | 24 out 1981 | Palomar                | S. J. Bus                        | —         | MPC                           |
| 24639 Mukhametdinov  | 1982 US6   | 20 out 1982 | Nauchnij               | L. G. Karachkina                 | —         | MPC                           |
| 24640 Omiwa          | 1982 XW1   | 13 dez 1982 | Kiso                   | H. Kosai, K. Furukawa            | —         | MPC                           |
| 24641 Enver          | 1983 RS4   | 1 set 1983  | Nauchnij               | L. G. Karachkina                 | —         | MPC                           |
| 24642                | 1984 SA    | 22 set 1984 | Brorfelde              | Copenhagen Obs.                  | —         | MPC                           |
| 24643 MacCready      | 1984 SS    | 28 set 1984 | Palomar                | C. S. Shoemaker, E. M. Shoemaker | —         | MPC                           |
| 24644                | 1985 DA    | 24 fev 1985 | Palomar                | E. F. Helin                      | —         | MPC                           |
| 24645 Šegon          | 1985 PF    | 14 ago 1985 | Anderson Mesa          | E. Bowell                        | —         | MPC                           |
| 24646 Stober         | 1985 PG    | 14 ago 1985 | Anderson Mesa          | E. Bowell                        | —         | MPC                           |
| 24647 Maksimachev    | 1985 QL5   | 23 ago 1985 | Nauchnij               | N. S. Chernykh                   | —         | MPC                           |
| 24648 Evpatoria      | 1985 SG2   | 19 set 1985 | Nauchnij               | N. S. Chernykh, L. I. Chernykh   | —         | MPC                           |
| 24649 Balaklava      | 1985 SG3   | 19 set 1985 | Nauchnij               | N. S. Chernykh, L. I. Chernykh   | —         | MPC                           |
| 24650                | 1986 QM    | 25 ago 1986 | La Silla               | H. Debehogne                     | —         | MPC                           |
| 24651                | 1986 QU    | 26 ago 1986 | La Silla               | H. Debehogne                     | —         | MPC                           |
| 24652                | 1986 QY1   | 28 ago 1986 | La Silla               | H. Debehogne                     | —         | MPC                           |
| 24653                | 1986 RS5   | 3 set 1986  | Smolyan                | Bulgarian National Obs.          | —         | MPC                           |
| 24654 Fossett        | 1987 KL    | 29 mai 1987 | Palomar                | C. S. Shoemaker, E. M. Shoemaker | —         | MPC                           |
| 24655                | 1987 QH    | 25 ago 1987 | Palomar                | S. Singer-Brewster               | —         | MPC                           |
| 24656                | 1987 QT7   | 29 ago 1987 | La Silla               | E. W. Elst                       | —         | MPC                           |
| 24657                | 1987 SP11  | 17 set 1987 | La Silla               | H. Debehogne                     | —         | MPC                           |
| 24658 Misch          | 1987 UX    | 18 out 1987 | Palomar                | J. E. Mueller                    | —         | MPC                           |
| 24659                | 1988 AD5   | 14 jan 1988 | La Silla               | H. Debehogne                     | —         | MPC                           |
| 24660                | 1988 BH5   | 28 jan 1988 | Siding Spring          | R. H. McNaught                   | Phocaea   | MPC                           |
| 24661                | 1988 GQ    | 12 abr 1988 | Kleť                   | A. Mrkos                         | —         | MPC                           |
| 24662 Gryll          | 1988 GS    | 14 abr 1988 | Kleť                   | A. Mrkos                         | —         | MPC                           |
| 24663 Philae         | 1988 PV1   | 12 ago 1988 | Haute Provence         | E. W. Elst                       | —         | MPC                           |
| 24664                | 1988 RB1   | 8 set 1988  | Brorfelde              | P. Jensen                        | —         | MPC                           |
| 24665 Tolerantia     | 1988 RN3   | 8 set 1988  | Tautenburg Observatory | F. Börngen                       | —         | MPC                           |
| 24666 Miesvanrohe    | 1988 RZ3   | 8 set 1988  | Tautenburg Observatory | F. Börngen                       | —         | MPC                           |
| 24667                | 1988 RF4   | 1 set 1988  | La Silla               | H. Debehogne                     | —         | MPC                           |
| 24668                | 1988 TV    | 13 out 1988 | Kushiro                | S. Ueda, H. Kaneda               | —         | MPC                           |
| 24669                | 1988 VV    | 2 nov 1988  | Kushiro                | S. Ueda, H. Kaneda               | —         | MPC                           |
| 24670                | 1988 VA5   | 14 nov 1988 | Kushiro                | S. Ueda, H. Kaneda               | —         | MPC                           |
| 24671 Frankmartin    | 1989 AD7   | 10 jan 1989 | Tautenburg Observatory | F. Börngen                       | Brangane  | MPC                           |
| 24672                | 1989 OJ    | 27 jul 1989 | Siding Spring          | R. H. McNaught                   | —         | MPC                           |
| 24673                | 1989 SB1   | 28 set 1989 | Kitami                 | K. Endate, K. Watanabe           | —         | MPC                           |
| 24674                | 1989 SZ4   | 26 set 1989 | La Silla               | E. W. Elst                       | —         | MPC                           |
| 24675                | 1989 TZ    | 2 out 1989  | Palomar                | E. F. Helin                      | —         | MPC                           |
| 24676                | 1989 TA4   | 7 out 1989  | La Silla               | E. W. Elst                       | —         | MPC                           |
| 24677                | 1989 TH7   | 7 out 1989  | La Silla               | E. W. Elst                       | —         | MPC                           |
| 24678                | 1989 TR11  | 2 out 1989  | Cerro Tololo           | S. J. Bus                        | Phocaea   | MPC                           |
| 24679 Van Rensbergen | 1989 VR1   | 3 nov 1989  | La Silla               | E. W. Elst                       | —         | MPC                           |
| 24680 Alleven        | 1989 YE4   | 30 dez 1989 | Siding Spring          | R. H. McNaught                   | —         | MPC                           |
| 24681 Granados       | 1989 YE6   | 29 dez 1989 | Haute Provence         | E. W. Elst                       | —         | MPC                           |
| 24682                | 1990 BH    | 22 jan 1990 | Palomar                | E. F. Helin                      | —         | MPC                           |
| 24683                | 1990 DV3   | 26 fev 1990 | La Silla               | H. Debehogne                     | —         | MPC                           |
| 24684                | 1990 EU4   | 2 mar 1990  | La Silla               | E. W. Elst                       | —         | MPC                           |
| 24685                | 1990 FQ    | 23 mar 1990 | Palomar                | E. F. Helin                      | Pallas    | MPC                           |
| 24686                | 1990 GN    | 15 abr 1990 | La Silla               | E. W. Elst                       | —         | MPC                           |
| 24687                | 1990 HW    | 26 abr 1990 | Palomar                | E. F. Helin                      | Juno      | MPC                           |
| 24688                | 1990 KE1   | 20 mai 1990 | Siding Spring          | R. H. McNaught                   | —         | MPC                           |
| 24689                | 1990 OH1   | 20 jul 1990 | Palomar                | J. Michaud                       | —         | MPC                           |
| 24690                | 1990 QX5   | 29 ago 1990 | Palomar                | H. E. Holt                       | —         | MPC                           |
| 24691                | 1990 RH3   | 14 set 1990 | Palomar                | H. E. Holt                       | Brangane  | MPC                           |
| 24692                | 1990 RO7   | 13 set 1990 | La Silla               | H. Debehogne                     | —         | MPC                           |
| 24693                | 1990 SB2   | 23 set 1990 | Palomar                | B. Roman                         | —         | MPC                           |
| 24694                | 1990 SZ2   | 18 set 1990 | Palomar                | H. E. Holt                       | Phocaea   | MPC                           |
| 24695 Štyrský        | 1990 ST4   | 16 set 1990 | Kleť                   | A. Mrkos                         | —         | MPC                           |
| 24696                | 1990 SC8   | 22 set 1990 | La Silla               | E. W. Elst                       | —         | MPC                           |
| 24697 Rastrelli      | 1990 SK28  | 24 set 1990 | Nauchnij               | G. R. Kastel', L. V. Zhuravleva  | —         | MPC                           |
| 24698                | 1990 TU4   | 9 out 1990  | Siding Spring          | R. H. McNaught                   | —         | MPC                           |
| 24699 Schwekendiek   | 1990 TJ7   | 13 out 1990 | Tautenburg Observatory | L. D. Schmadel, F. Börngen       | —         | MPC                           |
| 24700                | 1990 VN5   | 15 nov 1990 | La Silla               | E. W. Elst                       | —         | MPC                           |

## 24701–24800
| Designação         | Designação | Descoberta  | Descoberta             | Descobridor(es)                  | Categoria | Mais informações / Referência |
| Permanente         | Provisória | Data        | Local                  | Descobridor(es)                  | Categoria | Mais informações / Referência |
| ------------------ | ---------- | ----------- | ---------------------- | -------------------------------- | --------- | ----------------------------- |
| 24701 Elyu-Ene     | 1990 VY5   | 15 nov 1990 | La Silla               | E. W. Elst                       | Juno      | MPC                           |
| 24702              | 1991 OR    | 18 jul 1991 | Palomar                | H. E. Holt                       | Juno      | MPC                           |
| 24703              | 1991 PA    | 3 ago 1991  | Kiyosato               | S. Otomo                         | —         | MPC                           |
| 24704              | 1991 PM4   | 3 ago 1991  | La Silla               | E. W. Elst                       | —         | MPC                           |
| 24705              | 1991 PV4   | 3 ago 1991  | La Silla               | E. W. Elst                       | —         | MPC                           |
| 24706              | 1991 PA5   | 3 ago 1991  | La Silla               | E. W. Elst                       | —         | MPC                           |
| 24707              | 1991 PL5   | 3 ago 1991  | La Silla               | E. W. Elst                       | —         | MPC                           |
| 24708              | 1991 PX5   | 6 ago 1991  | La Silla               | E. W. Elst                       | —         | MPC                           |
| 24709 Mitau        | 1991 PE6   | 6 ago 1991  | La Silla               | E. W. Elst                       | —         | MPC                           |
| 24710              | 1991 PX14  | 6 ago 1991  | Palomar                | H. E. Holt                       | —         | MPC                           |
| 24711 Chamisso     | 1991 PN17  | 6 ago 1991  | Tautenburg Observatory | F. Börngen                       | —         | MPC                           |
| 24712 Boltzmann    | 1991 RP3   | 12 set 1991 | Tautenburg Observatory | F. Börngen, L. D. Schmadel       | —         | MPC                           |
| 24713 Ekrutt       | 1991 RE4   | 12 set 1991 | Tautenburg Observatory | L. D. Schmadel, F. Börngen       | —         | MPC                           |
| 24714              | 1991 RT9   | 10 set 1991 | Palomar                | H. E. Holt                       | —         | MPC                           |
| 24715              | 1991 RZ15  | 15 set 1991 | Palomar                | H. E. Holt                       | —         | MPC                           |
| 24716              | 1991 RB19  | 14 set 1991 | Palomar                | H. E. Holt                       | —         | MPC                           |
| 24717              | 1991 SA    | 16 set 1991 | Kiyosato               | S. Otomo                         | —         | MPC                           |
| 24718              | 1991 SW    | 30 set 1991 | Siding Spring          | R. H. McNaught                   | —         | MPC                           |
| 24719              | 1991 SE1   | 30 set 1991 | Siding Spring          | R. H. McNaught                   | —         | MPC                           |
| 24720              | 1991 SV1   | 16 set 1991 | Palomar                | H. E. Holt                       | —         | MPC                           |
| 24721              | 1991 TJ    | 1 out 1991  | Siding Spring          | R. H. McNaught                   | —         | MPC                           |
| 24722              | 1991 TK    | 1 out 1991  | Siding Spring          | R. H. McNaught                   | —         | MPC                           |
| 24723              | 1991 TW8   | 1 out 1991  | Kitt Peak              | Spacewatch                       | —         | MPC                           |
| 24724              | 1991 UN    | 18 out 1991 | Kushiro                | S. Ueda, H. Kaneda               | —         | MPC                           |
| 24725              | 1991 UD3   | 31 out 1991 | Kushiro                | S. Ueda, H. Kaneda               | —         | MPC                           |
| 24726              | 1991 VY    | 2 nov 1991  | Kitami                 | A. Takahashi, K. Watanabe        | —         | MPC                           |
| 24727              | 1991 VD1   | 4 nov 1991  | Kushiro                | S. Ueda, H. Kaneda               | —         | MPC                           |
| 24728 Scagell      | 1991 VO2   | 11 nov 1991 | Stakenbridge           | B. G. W. Manning                 | —         | MPC                           |
| 24729              | 1991 VE3   | 13 nov 1991 | Kiyosato               | S. Otomo                         | —         | MPC                           |
| 24730              | 1991 VM5   | 5 nov 1991  | Kiyosato               | S. Otomo                         | —         | MPC                           |
| 24731              | 1991 VN9   | 4 nov 1991  | Kitt Peak              | Spacewatch                       | —         | MPC                           |
| 24732 Leonardcohen | 1992 CL2   | 2 fev 1992  | La Silla               | E. W. Elst                       | —         | MPC                           |
| 24733              | 1992 DM9   | 29 fev 1992 | La Silla               | UESAC                            | —         | MPC                           |
| 24734 Kareness     | 1992 EA1   | 10 mar 1992 | Siding Spring          | D. I. Steel                      | —         | MPC                           |
| 24735              | 1992 EU6   | 1 mar 1992  | La Silla               | UESAC                            | —         | MPC                           |
| 24736              | 1992 EV8   | 2 mar 1992  | La Silla               | UESAC                            | —         | MPC                           |
| 24737              | 1992 ED14  | 2 mar 1992  | La Silla               | UESAC                            | —         | MPC                           |
| 24738              | 1992 EK14  | 2 mar 1992  | La Silla               | UESAC                            | —         | MPC                           |
| 24739              | 1992 EB15  | 1 mar 1992  | La Silla               | UESAC                            | —         | MPC                           |
| 24740              | 1992 EW16  | 1 mar 1992  | La Silla               | UESAC                            | —         | MPC                           |
| 24741              | 1992 EW17  | 3 mar 1992  | La Silla               | UESAC                            | —         | MPC                           |
| 24742              | 1992 GN2   | 4 abr 1992  | La Silla               | E. W. Elst                       | —         | MPC                           |
| 24743              | 1992 NF    | 2 jul 1992  | Palomar                | E. F. Helin                      | Brangane  | MPC                           |
| 24744              | 1992 OD5   | 26 jul 1992 | La Silla               | E. W. Elst                       | —         | MPC                           |
| 24745              | 1992 QY    | 29 ago 1992 | Palomar                | E. F. Helin                      | Eunomia   | MPC                           |
| 24746              | 1992 RH3   | 2 set 1992  | La Silla               | E. W. Elst                       | —         | MPC                           |
| 24747              | 1992 RG5   | 2 set 1992  | La Silla               | E. W. Elst                       | —         | MPC                           |
| 24748 Nernst       | 1992 ST13  | 26 set 1992 | Tautenburg Observatory | F. Börngen, L. D. Schmadel       | —         | MPC                           |
| 24749 Grebel       | 1992 SM17  | 24 set 1992 | Tautenburg Observatory | L. D. Schmadel, F. Börngen       | —         | MPC                           |
| 24750 Ohm          | 1992 SR17  | 24 set 1992 | Tautenburg Observatory | F. Börngen, L. D. Schmadel       | —         | MPC                           |
| 24751 Kroemer      | 1992 SS24  | 21 set 1992 | Tautenburg Observatory | F. Börngen                       | —         | MPC                           |
| 24752              | 1992 UN    | 19 out 1992 | Kushiro                | S. Ueda, H. Kaneda               | —         | MPC                           |
| 24753              | 1992 UU5   | 28 out 1992 | Kitami                 | K. Endate, K. Watanabe           | —         | MPC                           |
| 24754 Zellyfry     | 1992 UE6   | 31 out 1992 | Okutama                | T. Hioki, S. Hayakawa            | —         | MPC                           |
| 24755              | 1992 UQ6   | 28 out 1992 | Kushiro                | S. Ueda, H. Kaneda               | —         | MPC                           |
| 24756              | 1992 VF    | 2 nov 1992  | Uto                    | F. Uto                           | —         | MPC                           |
| 24757              | 1992 VN    | 1 nov 1992  | Kitami                 | M. Yanai, K. Watanabe            | —         | MPC                           |
| 24758              | 1992 WZ    | 17 nov 1992 | Dynic                  | A. Sugie                         | —         | MPC                           |
| 24759              | 1992 WQ1   | 18 nov 1992 | Okutama                | T. Hioki, S. Hayakawa            | —         | MPC                           |
| 24760              | 1992 YY1   | 18 dez 1992 | Caussols               | E. W. Elst                       | —         | MPC                           |
| 24761 Ahau         | 1993 BW2   | 28 jan 1993 | Palomar                | C. S. Shoemaker, E. M. Shoemaker | —         | MPC                           |
| 24762              | 1993 DE1   | 25 fev 1993 | Oizumi                 | T. Kobayashi                     | —         | MPC                           |
| 24763              | 1993 DV2   | 20 fev 1993 | Caussols               | E. W. Elst                       | —         | MPC                           |
| 24764              | 1993 DX2   | 20 fev 1993 | Caussols               | E. W. Elst                       | —         | MPC                           |
| 24765              | 1993 FE8   | 17 mar 1993 | La Silla               | UESAC                            | —         | MPC                           |
| 24766              | 1993 FW9   | 17 mar 1993 | La Silla               | UESAC                            | —         | MPC                           |
| 24767              | 1993 FE12  | 17 mar 1993 | La Silla               | UESAC                            | —         | MPC                           |
| 24768              | 1993 FC13  | 17 mar 1993 | La Silla               | UESAC                            | —         | MPC                           |
| 24769              | 1993 FN24  | 21 mar 1993 | La Silla               | UESAC                            | —         | MPC                           |
| 24770              | 1993 FG28  | 21 mar 1993 | La Silla               | UESAC                            | —         | MPC                           |
| 24771              | 1993 FA32  | 19 mar 1993 | La Silla               | UESAC                            | —         | MPC                           |
| 24772              | 1993 FL33  | 19 mar 1993 | La Silla               | UESAC                            | —         | MPC                           |
| 24773              | 1993 FQ35  | 19 mar 1993 | La Silla               | UESAC                            | —         | MPC                           |
| 24774              | 1993 FE38  | 19 mar 1993 | La Silla               | UESAC                            | —         | MPC                           |
| 24775              | 1993 FT42  | 19 mar 1993 | La Silla               | UESAC                            | —         | MPC                           |
| 24776              | 1993 FR43  | 19 mar 1993 | La Silla               | UESAC                            | —         | MPC                           |
| 24777              | 1993 JY    | 14 mai 1993 | La Silla               | E. W. Elst                       | Phocaea   | MPC                           |
| 24778 Nemsu        | 1993 KW1   | 24 mai 1993 | Palomar                | C. S. Shoemaker, D. H. Levy      | Juno      | MPC                           |
| 24779 Presque Isle | 1993 OD2   | 23 jul 1993 | Palomar                | C. S. Shoemaker, D. H. Levy      | —         | MPC                           |
| 24780              | 1993 QA1   | 19 ago 1993 | Palomar                | E. F. Helin                      | —         | MPC                           |
| 24781              | 1993 RU3   | 12 set 1993 | Palomar                | PCAS                             | —         | MPC                           |
| 24782              | 1993 SO7   | 17 set 1993 | La Silla               | E. W. Elst                       | —         | MPC                           |
| 24783              | 1993 SQ13  | 16 set 1993 | La Silla               | H. Debehogne, E. W. Elst         | Themis    | MPC                           |
| 24784              | 1993 TV12  | 13 out 1993 | Palomar                | H. E. Holt                       | —         | MPC                           |
| 24785              | 1993 TM22  | 9 out 1993  | La Silla               | E. W. Elst                       | —         | MPC                           |
| 24786              | 1993 TM24  | 9 out 1993  | La Silla               | E. W. Elst                       | —         | MPC                           |
| 24787              | 1993 TJ27  | 9 out 1993  | La Silla               | E. W. Elst                       | Brangane  | MPC                           |
| 24788              | 1993 TL28  | 9 out 1993  | La Silla               | E. W. Elst                       | —         | MPC                           |
| 24789              | 1993 TZ29  | 9 out 1993  | La Silla               | E. W. Elst                       | —         | MPC                           |
| 24790              | 1993 TM31  | 9 out 1993  | La Silla               | E. W. Elst                       | —         | MPC                           |
| 24791              | 1993 TK37  | 9 out 1993  | La Silla               | E. W. Elst                       | —         | MPC                           |
| 24792              | 1993 TB46  | 10 out 1993 | La Silla               | H. Debehogne                     | —         | MPC                           |
| 24793              | 1993 UT    | 22 out 1993 | Oohira                 | T. Urata                         | —         | MPC                           |
| 24794 Kurland      | 1993 UB7   | 20 out 1993 | La Silla               | E. W. Elst                       | —         | MPC                           |
| 24795              | 1994 AC17  | 5 jan 1994  | Kushiro                | S. Ueda, H. Kaneda               | —         | MPC                           |
| 24796              | 1994 CD18  | 8 fev 1994  | La Silla               | E. W. Elst                       | —         | MPC                           |
| 24797              | 1994 PD2   | 9 ago 1994  | Palomar                | PCAS                             | —         | MPC                           |
| 24798              | 1994 PF2   | 9 ago 1994  | Palomar                | PCAS                             | —         | MPC                           |
| 24799              | 1994 PW3   | 10 ago 1994 | La Silla               | E. W. Elst                       | —         | MPC                           |
| 24800              | 1994 PC13  | 10 ago 1994 | La Silla               | E. W. Elst                       | —         | MPC                           |

## 24801–24900
| Designação             | Designação | Descoberta  | Descoberta          | Descobridor(es)         | Categoria | Mais informações / Referência |
| Permanente             | Provisória | Data        | Local               | Descobridor(es)         | Categoria | Mais informações / Referência |
| ---------------------- | ---------- | ----------- | ------------------- | ----------------------- | --------- | ----------------------------- |
| 24801                  | 1994 PQ15  | 10 ago 1994 | La Silla            | E. W. Elst              | —         | MPC                           |
| 24802                  | 1994 PC16  | 10 ago 1994 | La Silla            | E. W. Elst              | —         | MPC                           |
| 24803                  | 1994 PP18  | 12 ago 1994 | La Silla            | E. W. Elst              | —         | MPC                           |
| 24804                  | 1994 PS31  | 12 ago 1994 | La Silla            | E. W. Elst              | —         | MPC                           |
| 24805                  | 1994 RL1   | 4 set 1994  | Oizumi              | T. Kobayashi            | —         | MPC                           |
| 24806                  | 1994 RH9   | 12 set 1994 | Kitt Peak           | Spacewatch              | —         | MPC                           |
| 24807                  | 1994 SS8   | 28 set 1994 | Kitt Peak           | Spacewatch              | —         | MPC                           |
| 24808                  | 1994 TN1   | 2 out 1994  | Kitami              | K. Endate, K. Watanabe  | —         | MPC                           |
| 24809                  | 1994 TW3   | 8 out 1994  | Palomar             | E. F. Helin             | —         | MPC                           |
| 24810                  | 1994 UE8   | 28 out 1994 | Kitt Peak           | Spacewatch              | —         | MPC                           |
| 24811                  | 1994 VB    | 1 nov 1994  | Oizumi              | T. Kobayashi            | Phocaea   | MPC                           |
| 24812                  | 1994 VH    | 1 nov 1994  | Oizumi              | T. Kobayashi            | —         | MPC                           |
| 24813                  | 1994 VL1   | 4 nov 1994  | Oizumi              | T. Kobayashi            | —         | MPC                           |
| 24814                  | 1994 VW1   | 10 nov 1994 | Siding Spring       | G. J. Garradd           | —         | MPC                           |
| 24815                  | 1994 VQ6   | 7 nov 1994  | Kushiro             | S. Ueda, H. Kaneda      | Juno      | MPC                           |
| 24816                  | 1994 VU6   | 1 nov 1994  | Kitami              | K. Endate, K. Watanabe  | —         | MPC                           |
| 24817                  | 1994 WJ    | 25 nov 1994 | Oizumi              | T. Kobayashi            | —         | MPC                           |
| 24818 Menichelli       | 1994 WX    | 23 nov 1994 | San Marcello        | L. Tesi, A. Boattini    | Ursula    | MPC                           |
| 24819                  | 1994 XY4   | 6 dez 1994  | Siding Spring       | R. H. McNaught          | —         | MPC                           |
| 24820                  | 1994 YK1   | 31 dez 1994 | Oizumi              | T. Kobayashi            | —         | MPC                           |
| 24821                  | 1995 BJ11  | 29 jan 1995 | Kitt Peak           | Spacewatch              | —         | MPC                           |
| 24822                  | 1995 BW11  | 29 jan 1995 | Kitt Peak           | Spacewatch              | —         | MPC                           |
| 24823                  | 1995 DC10  | 25 fev 1995 | Kitt Peak           | Spacewatch              | —         | MPC                           |
| 24824                  | 1995 GL7   | 4 abr 1995  | Xinglong            | SCAP                    | —         | MPC                           |
| 24825                  | 1995 QB2   | 21 ago 1995 | Kitami              | K. Endate, K. Watanabe  | —         | MPC                           |
| 24826 Pascoli          | 1995 QN2   | 22 ago 1995 | Colleverde          | V. S. Casulli           | —         | MPC                           |
| 24827                  | 1995 RA    | 2 set 1995  | Catalina Station    | T. B. Spahr             | —         | MPC                           |
| 24828                  | 1995 SE1   | 20 set 1995 | Church Stretton     | S. P. Laurie            | —         | MPC                           |
| 24829 Berounurbi       | 1995 SH1   | 22 set 1995 | Ondřejov            | L. Kotková              | —         | MPC                           |
| 24830                  | 1995 ST3   | 20 set 1995 | Kitami              | K. Endate, K. Watanabe  | —         | MPC                           |
| 24831                  | 1995 SX4   | 21 set 1995 | Kushiro             | S. Ueda, H. Kaneda      | —         | MPC                           |
| 24832                  | 1995 SU5   | 25 set 1995 | Xinglong            | SCAP                    | —         | MPC                           |
| 24833                  | 1995 SM21  | 19 set 1995 | Kitt Peak           | Spacewatch              | —         | MPC                           |
| 24834                  | 1995 SY30  | 20 set 1995 | Kitt Peak           | Spacewatch              | —         | MPC                           |
| 24835                  | 1995 SM55  | 19 set 1995 | Steward Observatory | N. Danzl                | —         | MPC                           |
| 24836                  | 1995 TO1   | 14 out 1995 | Xinglong            | SCAP                    | —         | MPC                           |
| 24837 Mšecké Žehrovice | 1995 UQ1   | 22 out 1995 | Kleť                | M. Tichý                | —         | MPC                           |
| 24838 Abilunon         | 1995 UJ2   | 23 out 1995 | Kleť                | M. Tichý                | —         | MPC                           |
| 24839                  | 1995 UE4   | 20 out 1995 | Oizumi              | T. Kobayashi            | —         | MPC                           |
| 24840                  | 1995 UN8   | 27 out 1995 | Oizumi              | T. Kobayashi            | —         | MPC                           |
| 24841                  | 1995 UY8   | 30 out 1995 | Kitami              | K. Endate, K. Watanabe  | —         | MPC                           |
| 24842                  | 1995 UQ46  | 20 out 1995 | Caussols            | E. W. Elst              | —         | MPC                           |
| 24843                  | 1995 VZ    | 15 nov 1995 | Oizumi              | T. Kobayashi            | —         | MPC                           |
| 24844                  | 1995 VM1   | 15 nov 1995 | Kitami              | K. Endate, K. Watanabe  | —         | MPC                           |
| 24845                  | 1995 VP17  | 15 nov 1995 | Kitt Peak           | Spacewatch              | —         | MPC                           |
| 24846                  | 1995 WM    | 16 nov 1995 | Oizumi              | T. Kobayashi            | —         | MPC                           |
| 24847 Polesný          | 1995 WE6   | 26 nov 1995 | Kleť                | Kleť Obs.               | —         | MPC                           |
| 24848                  | 1995 WO41  | 28 nov 1995 | Kitt Peak           | Spacewatch              | —         | MPC                           |
| 24849                  | 1995 WQ41  | 16 nov 1995 | Kushiro             | S. Ueda, H. Kaneda      | —         | MPC                           |
| 24850                  | 1995 XA    | 1 dez 1995  | Farra d'Isonzo      | Farra d'Isonzo          | —         | MPC                           |
| 24851                  | 1995 XE    | 2 dez 1995  | Oizumi              | T. Kobayashi            | —         | MPC                           |
| 24852                  | 1995 XX4   | 14 dez 1995 | Kitt Peak           | Spacewatch              | —         | MPC                           |
| 24853                  | 1995 YJ    | 17 dez 1995 | Oizumi              | T. Kobayashi            | —         | MPC                           |
| 24854                  | 1995 YU    | 19 dez 1995 | Oizumi              | T. Kobayashi            | —         | MPC                           |
| 24855                  | 1995 YM4   | 22 dez 1995 | Nachi-Katsuura      | Y. Shimizu, T. Urata    | —         | MPC                           |
| 24856 Messidoro        | 1996 AA4   | 15 jan 1996 | Cima Ekar           | M. Tombelli, C. Casacci | —         | MPC                           |
| 24857 Sperello         | 1996 AH4   | 15 jan 1996 | Cima Ekar           | U. Munari, M. Tombelli  | —         | MPC                           |
| 24858 Diethelm         | 1996 BB1   | 21 jan 1996 | Ondřejov            | M. Wolf, P. Pravec      | —         | MPC                           |
| 24859                  | 1996 BP11  | 24 jan 1996 | Kitt Peak           | Spacewatch              | —         | MPC                           |
| 24860                  | 1996 CK1   | 11 fev 1996 | Oizumi              | T. Kobayashi            | —         | MPC                           |
| 24861                  | 1996 DE1   | 22 fev 1996 | Sormano             | A. Testa, P. Ghezzi     | —         | MPC                           |
| 24862 Hromec           | 1996 DC3   | 27 fev 1996 | Modra               | P. Kolény, L. Kornoš    | —         | MPC                           |
| 24863                  | 1996 EB    | 2 mar 1996  | Farra d'Isonzo      | Farra d'Isonzo          | Phocaea   | MPC                           |
| 24864                  | 1996 EB1   | 15 mar 1996 | Haleakalā           | NEAT                    | —         | MPC                           |
| 24865                  | 1996 EG1   | 15 mar 1996 | Haleakala           | NEAT                    | —         | MPC                           |
| 24866                  | 1996 ER1   | 15 mar 1996 | Haleakala           | NEAT                    | —         | MPC                           |
| 24867                  | 1996 EB7   | 11 mar 1996 | Kitt Peak           | Spacewatch              | —         | MPC                           |
| 24868                  | 1996 EY7   | 11 mar 1996 | Kitt Peak           | Spacewatch              | —         | MPC                           |
| 24869                  | 1996 FZ    | 18 mar 1996 | Haleakalā           | NEAT                    | —         | MPC                           |
| 24870                  | 1996 FJ1   | 19 mar 1996 | Haleakala           | NEAT                    | —         | MPC                           |
| 24871                  | 1996 GV17  | 15 abr 1996 | La Silla            | E. W. Elst              | —         | MPC                           |
| 24872                  | 1996 GT19  | 15 abr 1996 | La Silla            | E. W. Elst              | Brangane  | MPC                           |
| 24873                  | 1996 GG20  | 15 abr 1996 | La Silla            | E. W. Elst              | —         | MPC                           |
| 24874                  | 1996 HF14  | 17 abr 1996 | La Silla            | E. W. Elst              | —         | MPC                           |
| 24875                  | 1996 HX16  | 18 abr 1996 | La Silla            | E. W. Elst              | —         | MPC                           |
| 24876                  | 1996 HO19  | 18 abr 1996 | La Silla            | E. W. Elst              | —         | MPC                           |
| 24877                  | 1996 HW20  | 18 abr 1996 | La Silla            | E. W. Elst              | —         | MPC                           |
| 24878                  | 1996 HP25  | 20 abr 1996 | La Silla            | E. W. Elst              | —         | MPC                           |
| 24879                  | 1996 KO5   | 21 mai 1996 | Haleakalā           | NEAT                    | —         | MPC                           |
| 24880                  | 1996 OP    | 21 jul 1996 | Haleakala           | NEAT                    | —         | MPC                           |
| 24881                  | 1996 PQ2   | 10 ago 1996 | Haleakala           | NEAT                    | Juno      | MPC                           |
| 24882                  | 1996 RK30  | 13 set 1996 | La Silla            | UDTS                    | Vesta     | MPC                           |
| 24883                  | 1996 VG9   | 13 nov 1996 | Xinglong            | SCAP                    | —         | MPC                           |
| 24884                  | 1996 XL5   | 7 dez 1996  | Oizumi              | T. Kobayashi            | Phocaea   | MPC                           |
| 24885                  | 1996 XQ5   | 7 dez 1996  | Oizumi              | T. Kobayashi            | —         | MPC                           |
| 24886                  | 1996 XJ12  | 4 dez 1996  | Kitt Peak           | Spacewatch              | —         | MPC                           |
| 24887                  | 1996 XT19  | 11 dez 1996 | Oizumi              | T. Kobayashi            | —         | MPC                           |
| 24888                  | 1996 XS23  | 8 dez 1996  | Catalina Station    | C. W. Hergenrother      | —         | MPC                           |
| 24889 Tamurahosinomura | 1996 XU32  | 11 dez 1996 | Geisei              | T. Seki                 | —         | MPC                           |
| 24890 Amaliafinzi      | 1996 XV32  | 4 dez 1996  | Cima Ekar           | M. Tombelli, C. Casacci | —         | MPC                           |
| 24891                  | 1997 AT2   | 4 jan 1997  | Oizumi              | T. Kobayashi            | —         | MPC                           |
| 24892                  | 1997 AD3   | 4 jan 1997  | Oizumi              | T. Kobayashi            | —         | MPC                           |
| 24893                  | 1997 AK5   | 7 jan 1997  | Oizumi              | T. Kobayashi            | —         | MPC                           |
| 24894                  | 1997 AG8   | 2 jan 1997  | Kitt Peak           | Spacewatch              | —         | MPC                           |
| 24895                  | 1997 AC13  | 9 jan 1997  | Nachi-Katsuura      | Y. Shimizu, T. Urata    | —         | MPC                           |
| 24896                  | 1997 AT14  | 12 jan 1997 | Haleakalā           | NEAT                    | —         | MPC                           |
| 24897                  | 1997 AA17  | 13 jan 1997 | Haleakala           | NEAT                    | —         | MPC                           |
| 24898 Alanholmes       | 1997 AR17  | 14 jan 1997 | Farra d'Isonzo      | Farra d'Isonzo          | —         | MPC                           |
| 24899 Dominiona        | 1997 AU17  | 14 jan 1997 | NRC-DAO             | G. C. L. Aikman         | —         | MPC                           |
| 24900                  | 1997 AZ17  | 15 jan 1997 | Oizumi              | T. Kobayashi            | —         | MPC                           |

## 24901–25000
| Designação            | Designação | Descoberta  | Descoberta    | Descobridor(es)                                    | Categoria | Mais informações / Referência |
| Permanente            | Provisória | Data        | Local         | Descobridor(es)                                    | Categoria | Mais informações / Referência |
| --------------------- | ---------- | ----------- | ------------- | -------------------------------------------------- | --------- | ----------------------------- |
| 24901                 | 1997 AV20  | 11 jan 1997 | Kitt Peak     | Spacewatch                                         | —         | MPC                           |
| 24902                 | 1997 AR22  | 11 jan 1997 | Xinglong      | SCAP                                               | —         | MPC                           |
| 24903                 | 1997 AS22  | 11 jan 1997 | Xinglong      | SCAP                                               | —         | MPC                           |
| 24904                 | 1997 BM8   | 31 jan 1997 | Kitt Peak     | Spacewatch                                         | —         | MPC                           |
| 24905                 | 1997 CO1   | 1 fev 1997  | Oizumi        | T. Kobayashi                                       | —         | MPC                           |
| 24906                 | 1997 CG4   | 4 fev 1997  | Haleakalā     | NEAT                                               | —         | MPC                           |
| 24907 Alfredhaar      | 1997 CO4   | 4 fev 1997  | Prescott      | P. G. Comba                                        | —         | MPC                           |
| 24908                 | 1997 CE22  | 13 fev 1997 | Oizumi        | T. Kobayashi                                       | —         | MPC                           |
| 24909                 | 1997 CY28  | 7 fev 1997  | Xinglong      | SCAP                                               | —         | MPC                           |
| 24910 Haruoando       | 1997 CK29  | 14 fev 1997 | Nanyo         | T. Okuni                                           | —         | MPC                           |
| 24911 Kojimashigemi   | 1997 DU    | 27 fev 1997 | Kitami        | K. Endate, K. Watanabe                             | —         | MPC                           |
| 24912                 | 1997 EB1   | 3 mar 1997  | Kitt Peak     | Spacewatch                                         | —         | MPC                           |
| 24913                 | 1997 EQ2   | 4 mar 1997  | Oizumi        | T. Kobayashi                                       | —         | MPC                           |
| 24914                 | 1997 EZ2   | 4 mar 1997  | Oizumi        | T. Kobayashi                                       | —         | MPC                           |
| 24915                 | 1997 EC6   | 7 mar 1997  | Oizumi        | T. Kobayashi                                       | —         | MPC                           |
| 24916 Stelzhamer      | 1997 EK11  | 7 mar 1997  | Davidschlag   | E. Meyer                                           | —         | MPC                           |
| 24917                 | 1997 EH12  | 3 mar 1997  | Kitt Peak     | Spacewatch                                         | —         | MPC                           |
| 24918 Tedkooser       | 1997 EO17  | 10 mar 1997 | Lime Creek    | R. Linderholm                                      | —         | MPC                           |
| 24919 Teruyoshi       | 1997 ER17  | 3 mar 1997  | Kitami        | K. Endate, K. Watanabe                             | —         | MPC                           |
| 24920                 | 1997 EE23  | 2 mar 1997  | Xinglong      | SCAP                                               | —         | MPC                           |
| 24921                 | 1997 EE32  | 11 mar 1997 | Kitt Peak     | Spacewatch                                         | —         | MPC                           |
| 24922 Bechtel         | 1997 EH33  | 4 mar 1997  | Socorro       | LINEAR                                             | —         | MPC                           |
| 24923 Claralouisa     | 1997 EB37  | 5 mar 1997  | Socorro       | LINEAR                                             | —         | MPC                           |
| 24924                 | 1997 EY45  | 15 mar 1997 | Xinglong      | SCAP                                               | —         | MPC                           |
| 24925                 | 1997 FW    | 18 mar 1997 | Xinglong      | SCAP                                               | —         | MPC                           |
| 24926 Jinpan          | 1997 GB8   | 2 abr 1997  | Socorro       | LINEAR                                             | —         | MPC                           |
| 24927 Brianpalmer     | 1997 GP12  | 3 abr 1997  | Socorro       | LINEAR                                             | —         | MPC                           |
| 24928 Susanbehel      | 1997 GK13  | 3 abr 1997  | Socorro       | LINEAR                                             | —         | MPC                           |
| 24929                 | 1997 GX15  | 3 abr 1997  | Socorro       | LINEAR                                             | —         | MPC                           |
| 24930 Annajamison     | 1997 GL17  | 3 abr 1997  | Socorro       | LINEAR                                             | —         | MPC                           |
| 24931 Noeth           | 1997 GO18  | 3 abr 1997  | Socorro       | LINEAR                                             | —         | MPC                           |
| 24932                 | 1997 GW22  | 6 abr 1997  | Socorro       | LINEAR                                             | —         | MPC                           |
| 24933                 | 1997 GK25  | 8 abr 1997  | Kitt Peak     | Spacewatch                                         | —         | MPC                           |
| 24934 Natecovert      | 1997 GK36  | 6 abr 1997  | Socorro       | LINEAR                                             | Phocaea   | MPC                           |
| 24935 Godfreyhardy    | 1997 HP2   | 28 abr 1997 | Prescott      | P. G. Comba                                        | —         | MPC                           |
| 24936                 | 1997 HX7   | 30 abr 1997 | Socorro       | LINEAR                                             | —         | MPC                           |
| 24937                 | 1997 HD9   | 30 abr 1997 | Socorro       | LINEAR                                             | —         | MPC                           |
| 24938                 | 1997 HY9   | 30 abr 1997 | Socorro       | LINEAR                                             | —         | MPC                           |
| 24939 Chiminello      | 1997 JR    | 1 mai 1997  | Bologna       | San Vittore Obs.                                   | —         | MPC                           |
| 24940 Sankichiyama    | 1997 JY4   | 1 mai 1997  | Nanyo         | T. Okuni                                           | —         | MPC                           |
| 24941                 | 1997 JM14  | 3 mai 1997  | La Silla      | E. W. Elst                                         | —         | MPC                           |
| 24942                 | 1997 JA15  | 3 mai 1997  | La Silla      | E. W. Elst                                         | —         | MPC                           |
| 24943                 | 1997 JY17  | 3 mai 1997  | La Silla      | E. W. Elst                                         | —         | MPC                           |
| 24944 Harish-Chandra  | 1997 LZ4   | 11 jun 1997 | Prescott      | P. G. Comba                                        | —         | MPC                           |
| 24945 Houziaux        | 1997 LH9   | 7 jun 1997  | La Silla      | E. W. Elst                                         | —         | MPC                           |
| 24946 Foscolo         | 1997 NQ    | 1 jul 1997  | Colleverde    | V. S. Casulli                                      | Phocaea   | MPC                           |
| 24947 Hausdorff       | 1997 NU1   | 7 jul 1997  | Prescott      | P. G. Comba                                        | —         | MPC                           |
| 24948 Babote          | 1997 NU6   | 9 jul 1997  | Pises         | Pises Obs.                                         | —         | MPC                           |
| 24949 Klačka          | 1997 PZ1   | 4 ago 1997  | Modra         | A. Galád, A. Pravda                                | —         | MPC                           |
| 24950 Nikhilas        | 1997 QF    | 23 ago 1997 | Kleť          | Z. Moravec                                         | —         | MPC                           |
| 24951                 | 1997 QK    | 24 ago 1997 | Kleť          | Z. Moravec                                         | —         | MPC                           |
| 24952                 | 1997 QJ4   | 28 ago 1997 | Mauna Kea     | J. X. Luu, C. Trujillo, D. C. Jewitt, K. Berney    | —         | MPC                           |
| 24953                 | 1997 SG7   | 23 set 1997 | Kitt Peak     | Spacewatch                                         | —         | MPC                           |
| 24954                 | 1997 SL7   | 23 set 1997 | Kitt Peak     | Spacewatch                                         | —         | MPC                           |
| 24955                 | 1997 SK10  | 26 set 1997 | Xinglong      | SCAP                                               | —         | MPC                           |
| 24956 Qiannan         | 1997 SN10  | 26 set 1997 | Xinglong      | SCAP                                               | Ursula    | MPC                           |
| 24957                 | 1997 SF16  | 27 set 1997 | Uenohara      | N. Kawasato                                        | —         | MPC                           |
| 24958                 | 1997 SS31  | 28 set 1997 | Woomera       | F. B. Zoltowski                                    | Ursula    | MPC                           |
| 24959 Zielenbach      | 1997 TR    | 3 out 1997  | Modra         | A. Galád, A. Pravda                                | —         | MPC                           |
| 24960                 | 1997 TV17  | 6 out 1997  | Kitami        | K. Endate, K. Watanabe                             | —         | MPC                           |
| 24961                 | 1997 TO24  | 8 out 1997  | Xinglong      | SCAP                                               | —         | MPC                           |
| 24962 Kenjitoba       | 1997 UX8   | 27 out 1997 | Kuma Kogen    | A. Nakamura                                        | Ursula    | MPC                           |
| 24963                 | 1997 UB11  | 26 out 1997 | Oohira        | T. Urata                                           | —         | MPC                           |
| 24964                 | 1997 UY20  | 27 out 1997 | Xinglong      | SCAP                                               | —         | MPC                           |
| 24965 Akayu           | 1997 WC2   | 19 nov 1997 | Nanyo         | T. Okuni                                           | —         | MPC                           |
| 24966                 | 1997 YB3   | 24 dez 1997 | Oizumi        | T. Kobayashi                                       | —         | MPC                           |
| 24967 Frištenský      | 1998 AX8   | 14 jan 1998 | Ondřejov      | L. Kotková                                         | —         | MPC                           |
| 24968 Chernyakhovsky  | 1998 BY12  | 23 jan 1998 | Socorro       | LINEAR                                             | —         | MPC                           |
| 24969 Lucafini        | 1998 CD2   | 13 fev 1998 | San Marcello  | L. Tesi, A. Boattini                               | —         | MPC                           |
| 24970                 | 1998 FC12  | 25 mar 1998 | Haleakalā     | NEAT                                               | —         | MPC                           |
| 24971                 | 1998 FG77  | 24 mar 1998 | Socorro       | LINEAR                                             | —         | MPC                           |
| 24972                 | 1998 FC116 | 31 mar 1998 | Socorro       | LINEAR                                             | —         | MPC                           |
| 24973                 | 1998 GD7   | 2 abr 1998  | Socorro       | LINEAR                                             | —         | MPC                           |
| 24974 Macúch          | 1998 HG3   | 21 abr 1998 | Modra         | P. Kolény, L. Kornoš                               | —         | MPC                           |
| 24975                 | 1998 HO38  | 20 abr 1998 | Socorro       | LINEAR                                             | —         | MPC                           |
| 24976 Jurajtoth       | 1998 HE51  | 25 abr 1998 | Anderson Mesa | LONEOS                                             | —         | MPC                           |
| 24977 Tongzhan        | 1998 HE87  | 21 abr 1998 | Socorro       | LINEAR                                             | —         | MPC                           |
| 24978                 | 1998 HJ151 | 28 abr 1998 | Mauna Kea     | J. X. Luu, C. Trujillo, D. J. Tholen, D. C. Jewitt | —         | MPC                           |
| 24979                 | 1998 JB2   | 1 mai 1998  | Haleakalā     | NEAT                                               | —         | MPC                           |
| 24980                 | 1998 KF2   | 22 mai 1998 | Socorro       | LINEAR                                             | —         | MPC                           |
| 24981 Shigekimurakami | 1998 KB5   | 22 mai 1998 | Kuma Kogen    | A. Nakamura                                        | —         | MPC                           |
| 24982                 | 1998 KB34  | 22 mai 1998 | Socorro       | LINEAR                                             | —         | MPC                           |
| 24983                 | 1998 KZ38  | 22 mai 1998 | Socorro       | LINEAR                                             | Phocaea   | MPC                           |
| 24984 Usui            | 1998 KQ42  | 27 mai 1998 | Anderson Mesa | LONEOS                                             | —         | MPC                           |
| 24985 Benuri          | 1998 KW45  | 22 mai 1998 | Socorro       | LINEAR                                             | —         | MPC                           |
| 24986 Yalefan         | 1998 KS46  | 22 mai 1998 | Socorro       | LINEAR                                             | —         | MPC                           |
| 24987                 | 1998 KA65  | 22 mai 1998 | Socorro       | LINEAR                                             | —         | MPC                           |
| 24988 Alainmilsztajn  | 1998 MM2   | 19 jun 1998 | Caussols      | ODAS                                               | —         | MPC                           |
| 24989                 | 1998 MG13  | 19 jun 1998 | Socorro       | LINEAR                                             | —         | MPC                           |
| 24990                 | 1998 MA26  | 24 jun 1998 | Socorro       | LINEAR                                             | —         | MPC                           |
| 24991                 | 1998 ML31  | 24 jun 1998 | Socorro       | LINEAR                                             | —         | MPC                           |
| 24992                 | 1998 MC32  | 24 jun 1998 | Socorro       | LINEAR                                             | —         | MPC                           |
| 24993                 | 1998 MC34  | 24 jun 1998 | Socorro       | LINEAR                                             | —         | MPC                           |
| 24994 Prettyman       | 1998 MZ37  | 23 jun 1998 | Anderson Mesa | LONEOS                                             | —         | MPC                           |
| 24995                 | 1998 OQ    | 20 jul 1998 | Caussols      | ODAS                                               | —         | MPC                           |
| 24996                 | 1998 OD1   | 20 jul 1998 | San Marcello  | V. Goretti, L. Tesi                                | —         | MPC                           |
| 24997 Petergabriel    | 1998 OO3   | 23 jul 1998 | Caussols      | ODAS                                               | —         | MPC                           |
| 24998 Hermite         | 1998 OQ4   | 28 jul 1998 | Prescott      | P. G. Comba                                        | —         | MPC                           |
| 24999 Hieronymus      | 1998 OY4   | 24 jul 1998 | Ondřejov      | P. Pravec                                          | —         | MPC                           |
| 25000 Astrometria     | 1998 OW5   | 28 jul 1998 | Prescott      | P. G. Comba                                        | —         | MPC                           |